# Nau espacial
Una nau espacial (també anomenada vehicle espacial o astronau) és un vehicle dissenyat per viatjar més enllà de l'atmosfera terrestre, a l'espai. Les naus espacials poden ser robòtiques o bé vehicles tripulats. El terme també s'utilitza per a descriure satèl·lits artificials amb criteris de disseny similars.
El terme astronau s'aplica només a les naus que poden transportar persones. Als vestits espacials també se'ls pot anomenar naus espacials en miniatura, amb èmfasi en el seu propòsit de mantenir al seu portador en vida mentre travessa el buit de l'espai exterior.
La nau espacial és un dels elements primaris de la ciència-ficció en moltíssims contes i novel·les. Alguns llibres de ciència-ficció dura s'enfoquen en detalls concernents les naus, mentre que uns altres consideren que les naus espacials ja existeixen i no tracten gairebé gens sobre com funcionen.

## Tipus de naus espacials
- Nau espacial robòtica: és una nau espacial sense humans a bord que sol estar sota control telerobòtic. Una nau espacial robòtica dissenyada per realitzar mesures d'investigació científica sol denominar-se una sonda espacial. La majoria de les missions espacials són per telerobòtica a causa dels factors de baix cost i baix risc.
- Satèl·lit artificial o orbitador: és un artefacte llançat a l'espai que, gràcies a la velocitat, és capaç de mantenir-se en una òrbita estable al voltant de la terra o un altre cos celeste sense precipitar-se contra la superfície d'aquest.[2] Pot estar sota control telemàtic o ser habitada amb usos diversos, en aquest cas es parla d'estació espacial.[3] Aquesta es distingeix dels vehicles espacials tripulats perquè no és un mitjà de transport, sinó un habitacle.
- Coet: és un grup autònom propulsat per la força de reacció creada mitjançant l'ejecció de massa. És l'únic giny per posar objectes en òrbita fora de l'atmosfera terrestre.
- Càpsula espacial: és una nau espacial sovint destinada perquè sigui tripulada, que té una forma senzilla per a la secció principal, sense ales o altres característiques per a facilitar la reentrada atmosfèrica.
- Transbordador o llançadora espacial: era el vehicle espacial utilitzat durant trenta anys pel govern dels Estats Units d'Amèrica per a les missions tripulades a l'espai, i va ser retirat de servei el 2011.[4]
- Avió espacial: és una aeronau dissenyada per volar a altituds extremes a l'espai i tornar a la Terra. Combina algunes de les característiques d'una aeronau i parts d'un vehicle espacial.[5]

## Història

### Antecedents
Els orígens de la tecnologia necessària per enlairar un enginy a l'espai exterior es troben en la utilització de coets com una arma ja durant el segle xi. Els primers a teoritzar i dissenyar coets de combustible líquid capaços d'arribar a l'espai extraterrestre van ser un rus, Konstantín Tsiolkovski, el 1880 i un nord-americà, Robert Goddard, el 1926.
El 1929, l'oficial eslovè Hermann Noordung va ser el primer en imaginar una estació espacial completa en el seu llibre The Problem of Space Travel (el problema del viatge espacial).
Els govern nazi alemany va ser el primer, l'any 1942 que va enlairar coets i utilitzar-los com a míssils (V2) contra els aliats. Es va convertir en el primer objecte espacial artificial quan un d'ells va arribar a una altitud de 189 km al juny de 1944 a Peenemünde, Alemanya. No obstant això, els V-2 només atenyien aquesta altitud en l'apogeu de la trajectòria balística, sense intenció ni possibilitat de romandre-hi i molt menys d'entrar en òrbita. Wernher von Braun era l'enginyer i director tècnic del centre experimental de coets de Peenemünde. Després de la guerra va ser incorporat, juntament amb altres científics alemanyes en el programa científic nord-americà dins l'anomenada Operació Paperclip.
Des de 1947, els soviètics van llançar coets V-2 suborbitals i una variant pròpia, el R-1, inclosos els experiments amb radiació i animals en alguns vols. Aquests experiments suborbitals només permetien un temps molt curt en l'espai, el que en limitava la utilitat.
França va començar al final dels anys 1940 per estudiar els V2. S'hi va llançar el març de 1949 el programa de coets sonda Véronique, dissenyat per estudiar l'atmosfera superior. Aquests coets van ser llançats des de diversos llocs, com a Suippes per al primer llançament el 31 de juliol de 1950, llavors a Vernon el 5 d'agost, Le Cardonnet, i finalment a Hammaguir a Algèria. El 1951, la versió simplificada del coet, la R (de reduït) era capaç d'arribar a uns 1800 metres d'altitud. La següent versió, la N (per normal), més gros, va experimentar algunes dificultats, però va poder arribar a 70 quilòmetres d'altitud el 22 de maig de 1952. L'última versió, la NAA (per normal allargada) va assolir 135 quilòmetres d'altitud, el 21 de febrer de 1954, tot i els pocs problemes de llançament, els problemes econòmics a causa de la Guerra d'Indoxina, es va fer suspendre el programa.
El juliol del 1950, el primer coet Bumper va ser llançat des de Cap Canaveral, Florida. El Bumper era un coet de dos trams que comprèn un míssil V-2 com la base d'un coet WAC Corporal. Podria arribar l'altitud llavors rècord de gairebé 400 km.

### Inici de la cursa espacial

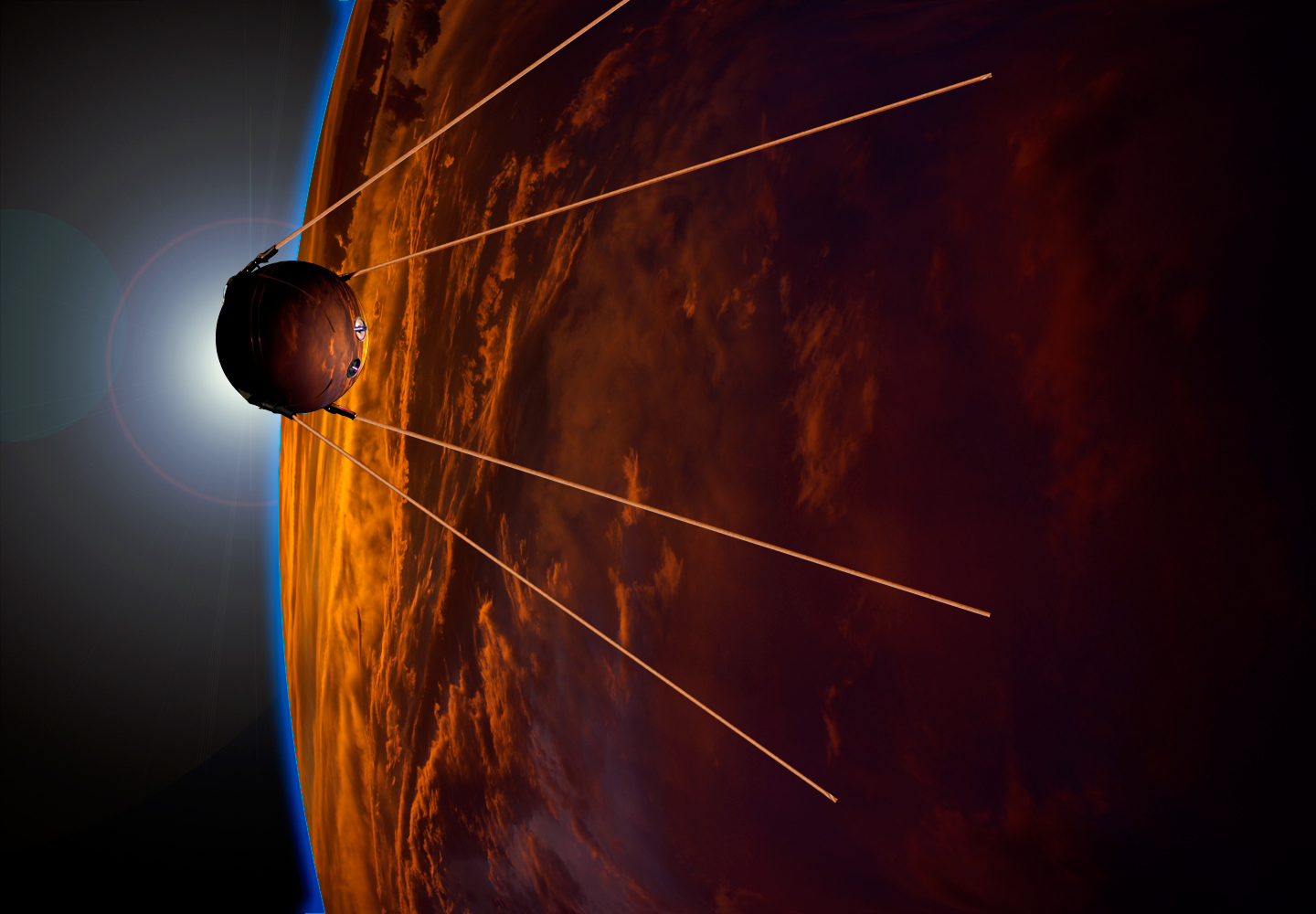
L'Spútnik 1, primer satèl·lit artificial en òrbita de la Terra, entre 939 i 215 km d'altitud el 1957, i aviat va ser seguit per l'Spútnik 2.

A la Unió Soviètica l'homòleg a Von Braun era l'enginyer en cap Serguei Koroliov, responsable del llançament del primer satèl·lit artificial, l'Sputnik 1, i dissenyador del programa per portar cosmonautes a la lluna. L'Sputnik 1 va ser la primera nau espacial veritable creada per l'espècie humana perquè tenia la capacitat d'entrar en òrbita i romandre-hi. Va ser llançat en una òrbita el·líptica des el 4 d'octubre de 1957, donant lloc a nous desenvolupaments polítics, militars, tecnològics i científics, i marcant l'inici de l'Era Espacial.
Aquest succés va portar a una escalada del programa espacial dels Estats Units, que dos mesos més tard, va intentar infructuosament de llançar en òrbita el Vanguard 1. El 31 de gener de 1958, els Estats Units van reeixir llançar l'Explorer 1, a bord d'un coet Juno. No obstant això, la gossa Laika (Unió Soviètica) va ser el primer ésser viu en òrbita, el 3 de novembre de 1957 en l'Sputnik 2. L'Sputnik 3 va ser llançat el 15 de maig de 1958 i va portar una gran varietat d'instruments per a la investigació geofísica. Va proporcionar dades sobre la pressió i la composició de l'atmosfera superior, la concentració de partícules carregades, els fotons i els nuclis pesants en raigs còsmics, camps magnètics i electroestàtics i partícules meteòriques.
El primer objecte artificial a arribar a un altre cos celeste va ser Luna 2, del programa espacial soviètic, el 1959. La Luna 9 va fer el primer aterratge automàtic en un altre cos el 1966. Luna 10 és el primer satèl·lit artificial d'un altre cos celeste.
La mort de Koroliov el 1967 va representar un seriós entrebanc en les aspiracions soviètiques en la cursa espacial.

### Primers vols espacial tripulats
- Càpsula Vostok
- Naus espacials American Mercuri, Gemini i Apollo
- Voskhod soviètica (variant de Vostok)
- Nau espacial Gemini
- Nau soviètica / russa de Soiuz 7K-OK(A) de 1967

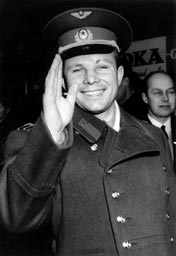
Iuri Gagarin, el 1964.

El primer vol espacial tripulat reeixit va ser el Vostok 1 («Orient 1») el 12 d'abril de 1961, portant un cosmonauta rus de 27 anys, Iuri Gagarin. La nau va completar una òrbita al voltant del planeta en aproximadament una hora i 48 minuts. El vol de Gagarin va tenir repercussions a tot el món, va ser una demostració dels avanços del programa espacial soviètic i va obrir una era totalment nova en l'exploració espacial: els vols espacials tripulats.
Els Estats Units van llançar per primera vegada una persona en l'espai un mes després de la Vostok 1, amb el vol suborbital d'Alan Shepard en el Mercury-Redstone 3. Van fer un vol orbital el 20 de febrer de 1962, quan John Glenn, en el Mercury-Atlas 6 va orbitar la Terra.
Els canadencs van ser en els inicis dels primers satèl·lits artificials. L'Alouette 1, tenia com a missió estudiar la ionosfera, va ser llançat el 29 de setembre de 1962 per un llançador americà Thor-Agena.

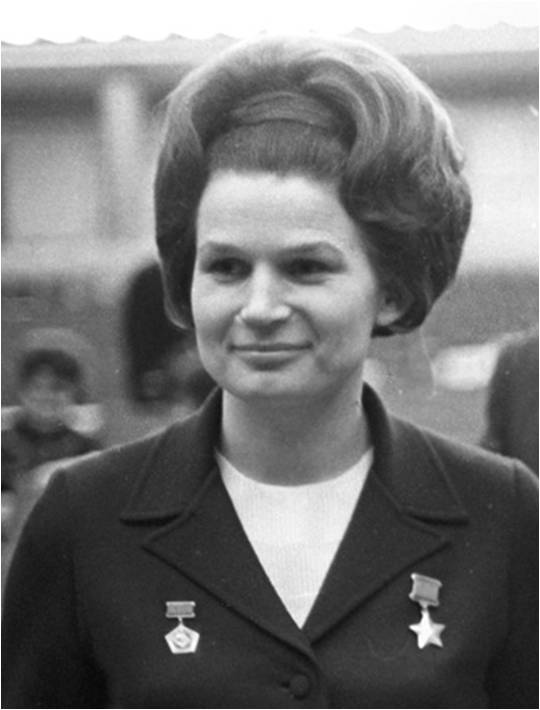
Valentina Tereixkova, el 1969.

Valentina Tereixkova, la primera dona en l'espai, va orbitar la Terra 48 vegades a bord del Vostok 6, el 16 de juny de 1963.
Els soviètics, per a les càpsules Voskhod equivalents a les Gemini, van haver de realitzar concessions importants, com l'eliminació del seient projectable, la impossibilitat per als astronautes de fer servir un vestit de vol, que va fer que els Voskhod fossin perillosos. Per tant, per mantenir el nou heroi de la nació, Gagarin va ser retirat de totes les missions següents. El 12 d'octubre de 1964, el primer llançament del Voskhod, que va permetre per primera vegada transportar dos homes a l'espai, a la vegada. El Voskhod 2 es va enlairar el 18 de març de 1965. Va ser un altre gran pas en la conquesta de l'espai: per primer cop, un home va efectuar una sortida extravehicular, i un cop es va despressuritzar la càpsula i obrir, Alekseï Leonov va romandre entre 15 i 20 minuts a l'espai. En Leonov, es va inflar molt per la pressió i es va posar rígid, amb risc de barotraumatisme, però no podia tornar a la nau per un problema amb la tapa. Després de deu minuts de lluita, va poder tornar a bord. També hi va haver un problema de retrocoets que van col·locar la tripulació en òrbita més alta, el mòdul de control va ser desenllaçat malament del mòdul de servei, i l'aterratge va tenir lloc massa lluny de l'objectiu. L'equip va haver de passar una nit en una àrea de bosc de Perm abans de ser trobats. El programa va ser cancel·lat abans del llançament del Voskhod 3, i l'URSS es va centrar en els Soiuz i el programa lunar.
L'òrbita terrestre més alta que ha assolit un vehicle pilotat va anar a càrrec de la Gemini 11, el 1966, que va arribar una altura de 1.374 km. El programa de llançadores espacials, en les missions de llançar i fer funcionar el Telescopi espacial Hubble, també ha arribat a una òrbita terrestre d'una altitud que se situa al voltant de 600 km.

### Programes lunars

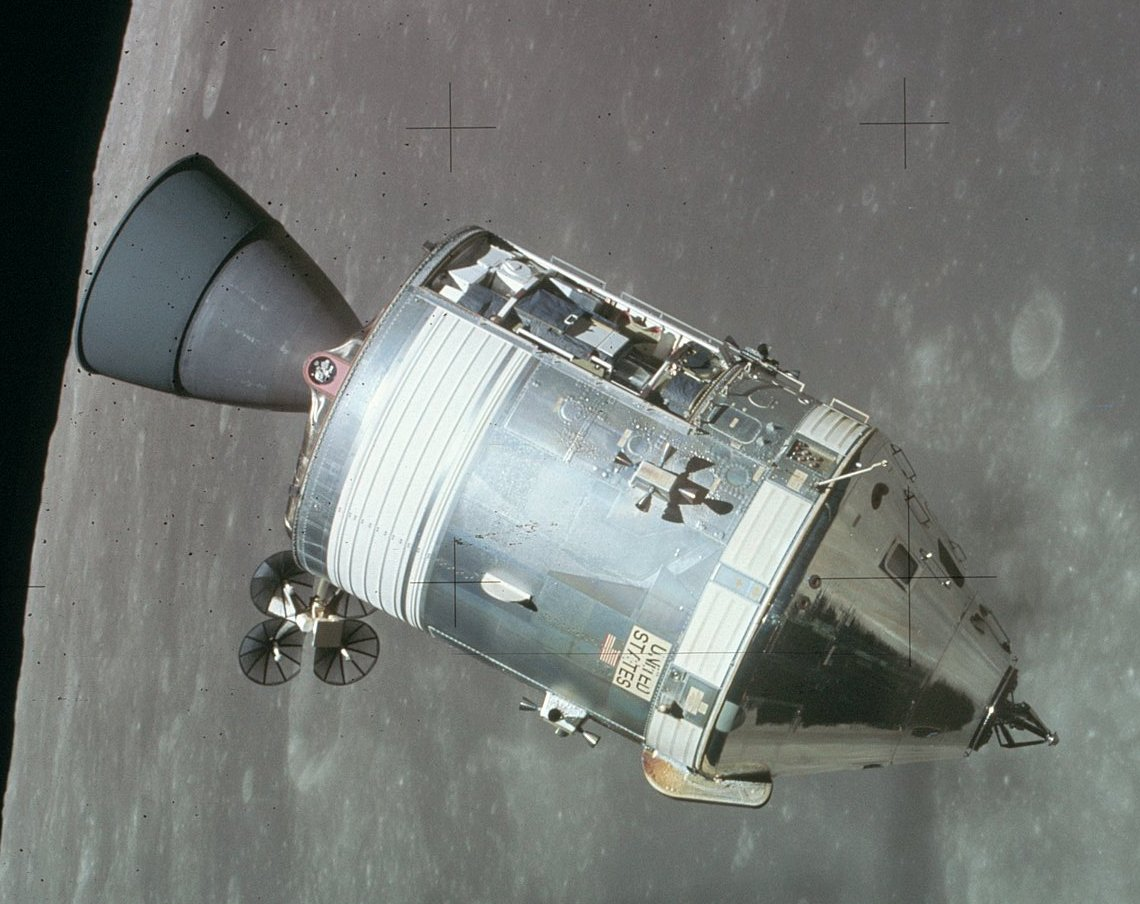
La nau Apollo en òrbita al voltant de la Lluna. És visible el mòdul de control (el con de plata) i el mòdul de servei, el mòdul lunar no és present.

La destinació de les missions dels vols espacials humans més enllà de l'òrbita terrestre ha estat fins ara només la Lluna, que està pròpiament en l'òrbita terrestre. Els Estats Units, per enviar homes a la Lluna, van utilitzar coets Saturn i naus Apollo. La nau Apollo consistia en un CSM (Command and Service Module, Mòdul de Constrol i Servei) i un Mòdul lunar Apollo, impulsats pel mateix coet Saturn.
El Saturn V es va utilitzar pels llançaments lunars i va ser seguit per diverses proves. El programa va començar amb un drama: durant la prova a terra de la nau Apollo 1, el 27 de gener de 1967, es va produir un incendi en el mòdul, i va matar els tres astronautes. Es va descobrir que el foc va ser causat per un curtcircuit i va ser alimentat per oxigen pur que omplia la càpsula. La nau Apollo va ser modificada, amb materials inflamables i una comporta d'obertura cap a l'exterior, per tant, més fàcil d'obrir en cas de problemes. El treball va seguir amb tres llançaments de prova (l'Apollo 4 al 6, de novembre de 1967 a l'abril de 1968), que va ser seguit per onze vols espacials. El primer vol tripulat, l'Apollo 7, va ser llançat amb èxit l'11 d'octubre de 1968; va ser una oportunitat perquè els nord-americans poguessin veure els seus astronautes en la televisió en directe. L'Apollo 8, en el desembre de 1968, va ser, com la missió anterior, simplement orbitar al voltant de la Terra. Però els Estats Units, preocupats per l'èxit de la missió soviètica Zond-5 i no voler ser els segons altre cop en la carrera espacial, van decidir fer un llançament a la Lluna. L'Apollo 8 va vorejar la Lluna abans de tornar a la Terra. L'Apollo 9 i 10, van partir el 3 de març i el 18 de maig de 1969 respectivament, per realitzar les proves del LM i el CSM.
Pel costat soviètic, el 14 de setembre de 1968, un coet Proton va llançar el Zond-5, una nau Soiuz en versió lunar, i no tripulada, que va fer un sobrevol de la Lluna a 2000 quilòmetres, de manera que fou el primer a realitzar una anada i tornada del satèl·lit. El Zond 6, el 17 de novembre següent, va reeditar la proesa. Però els Estats Units, inquiets pels èxits del Zond-5 i 6, van decidir avançar la seva agenda i enviar el primer home al voltant de la Lluna; els soviètics, van tenir la sensació que no valia la pena l'esforç, i van decidir aturar el programa Zond. Una sèrie de fracasos van empènyer a l'URSS a abandonar tots els seus programes en relació amb la Lluna en el 1974. Les naus Soiuz, en canvi, van ser conservades, modificades, i s'han utilitzat des de llavors en formes avançades.

### Missions lunars

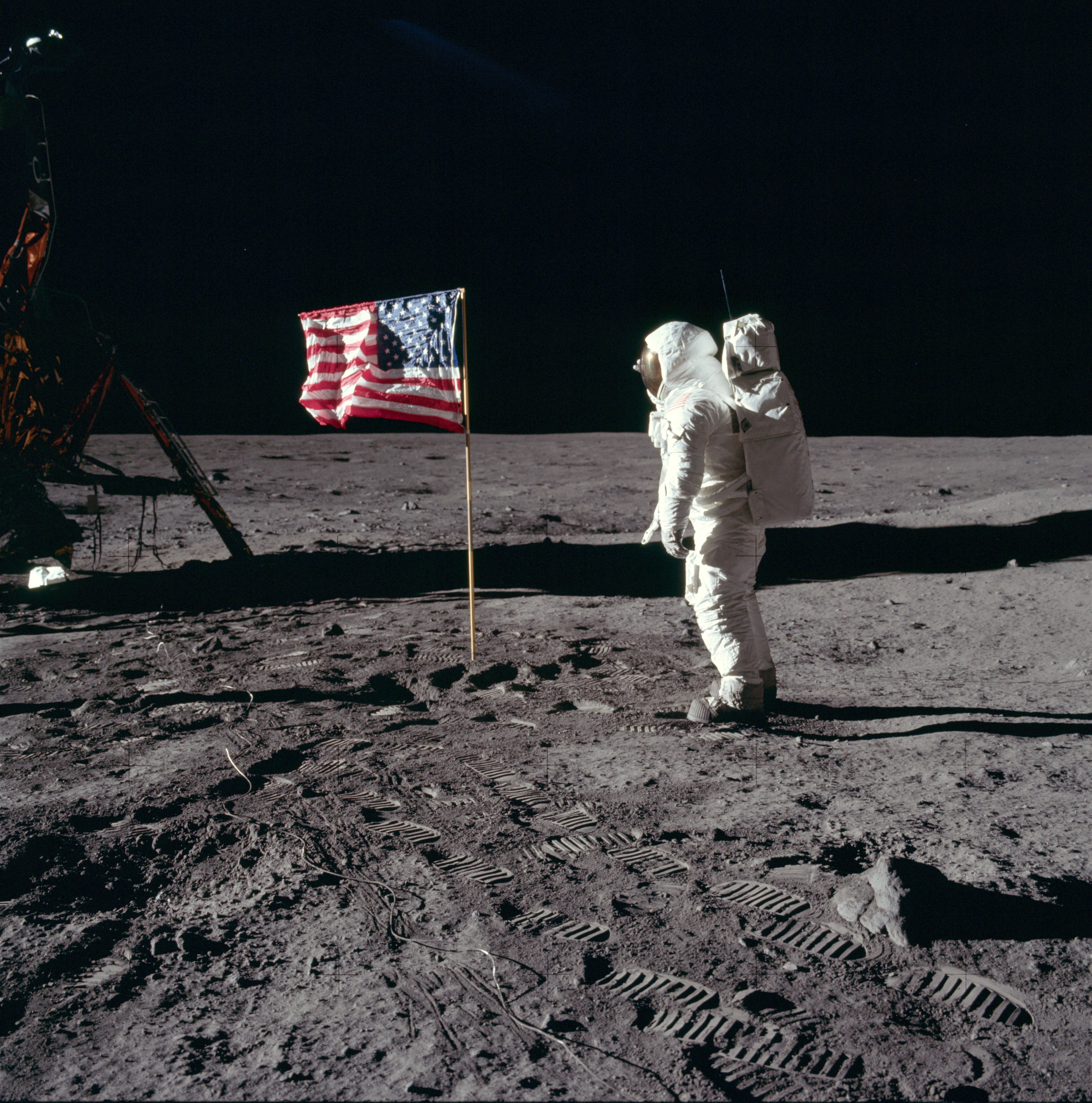
Buzz Aldrin a la Lluna.

La missió Apollo 11, que va tenir èxit just mesos abans de la data límit donada per Kennedy, sovint es presenta com l'esdeveniment més important de la conquesta de l'espai, tot i ser una baula més d'una seqüència iniciada un parell de dècades abans. El 16 de juliol de 1969, a les 20:17 UTC (21:17 Hora Central Europea, 14:17 Hora Estàndard Central dels EUA). Neil Armstrong, Michael Collins i Buzz Aldrin van ser enviats per un Saturn V cap a la Lluna, amb el mòdul de control Columbia i el LM Eagle. El viatge cap al satèl·lit de la Terra, va anar bé, però Neil Armstrong i Buzz Aldrin (Michael Collins va restar en òrbita al CSM) van tenir un moment d'ansietat quan, durant el descens a la superfície lunar, l'ordinador de bord, es va saturar, disparant-se una alarma. La decisió va ser presa per Steve Bales del centre de Houston de continuar el descens en mode manual, i el 19 de juliol a les 4h17 (hora del centre Kennedy) el LM Eagle va aterrar amb èxit. Poques hores van passar abans del primer pas d'un home en una superfície que no fos la de la Terra: a les 10h56, Armstrong va caminar sobre la Lluna. Seguit de realitzar una petita exploració i agafar roques lunars, llavors els astronautes van partir en 1h54.
L'Apollo 12, va partir el 14 de novembre de 1969, no va tenir cap problema, i va portar peces de la sonda Surveyor 3. D'altra banda, l'Apollo 13, llançada l'11 d'abril de 1970, va recordar les dificultats i els riscos de la conquesta de l'espai: el 13 d'abril a 320.000 quilòmetres de la Terra, una rutina de tractament en un tanc d'oxigen CSM va desencadenar en un curt circuit seguit d'una explosió, que va tallar al mateix temps l'alimentació d'electricitat. La nau, per tant, no es podia controlar, i els astronautes es van instal·lar al LM. Viatjaven en condicions difícils, i després de 5 dies i 23 hores, van recuperar el CSM, abandonar el mòdul de servei i utilitzar el LM per l'aterratge. Els tres astronautes finalment van poder tornar a la Terra sense danys. El 31 de gener de 1971, l'Apollo 14 es va enlairar en missió científica (geològica), que no estava ben atesa pels problemes polítics al Vietnam. L'Apollo 15, el 26 de juliol de 1971, va partir amb el suport d'un nou mitjà de transport, un Jeep lunar, i van tornar cap a la Terra amb una roca de 'mantell original' de la Lluna (núm. 14515, 'Roca Gènesi'). Les dues últimes missions, l'Apollo 16 i 17, el 16 d'abril i el 7 de desembre de 1972 es va dur a terme sense més problemes; l'Apollo 17 va portar un geòleg civil, Harrison Schmitt, i va ser l'únic civil que ha estat a la Lluna. Les següents missions al primer allunatge no van despertar tant interès en l'audiència televisiva i, encara que l'URSS va ser la primera a enviar una sonda al misteriós planeta Venus, l'anomenada Venera 7, el 1971 el fet va passar sense despertar gaires emocions populars.

### Primeres estacions espacials

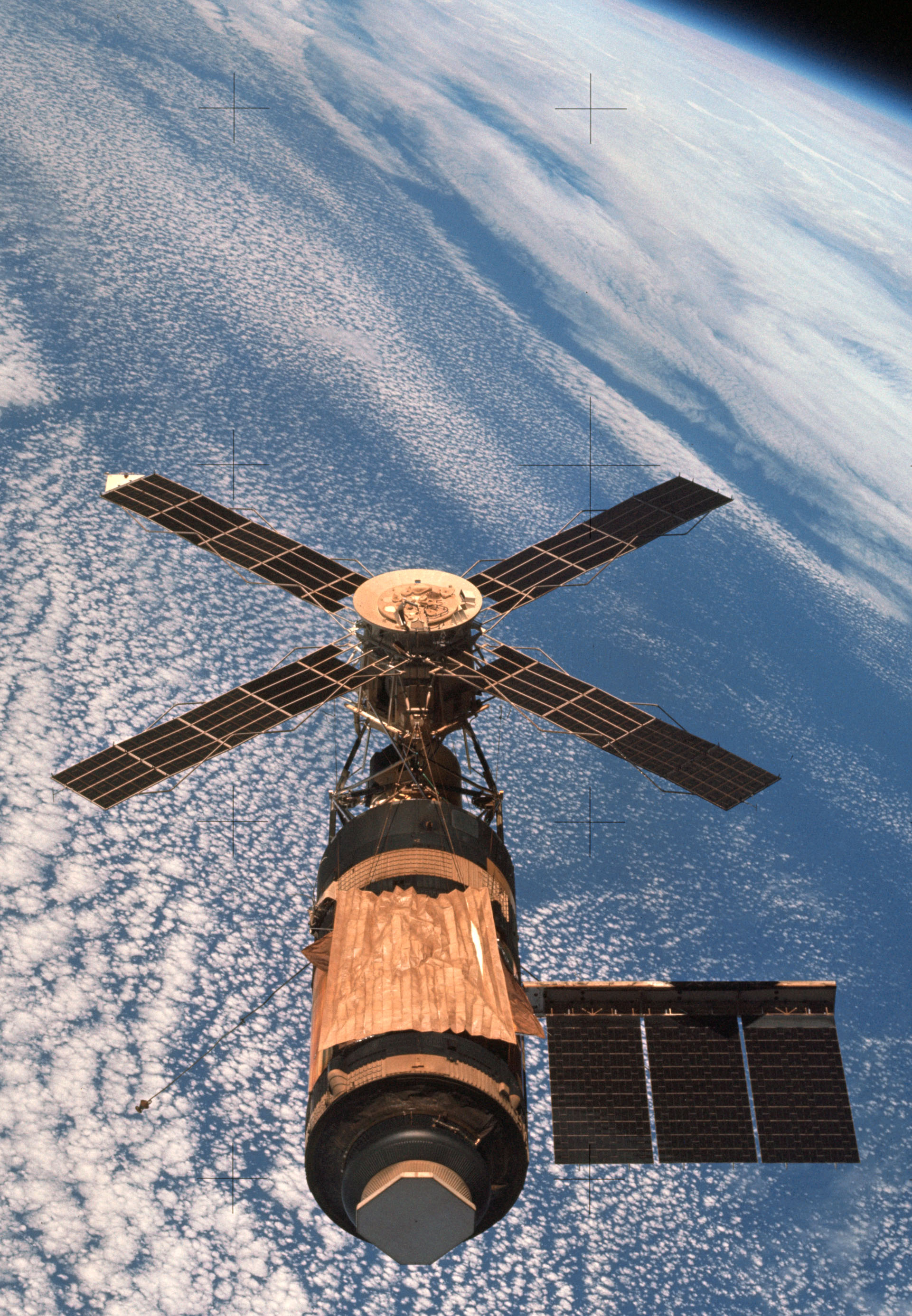
L'Skylab en òrbita, sense un dels seus panells solars. Es va afegir un escut tèrmic (la placa daurada), durant les reparacions.

L'URSS estava treballant en una estació espacial per a fins militars anomenada 'Almaz'. Es va utilitzar com a base per a una estació civil competint amb la Skylab. El resultat va ser la Saliut, una estació de 18,9 tones, 16 metres de llargada, 4,15 de diàmetre i 90 m³ de volum. La Saliut 1 va ser la primera estació espacial en òrbita, llançada el 19 d'abril de 1970. El Soiuz 10, va ser llançat el 23 d'abril, que va intentar arribar a la Saliut, però va tenir un problema d'acoblament, i els cosmonautes van haver de tornar a terra sense poder entrar a l'estació. La tripulació de la Soiuz 11, el 6 de juny de 1971 va poder penetrar a l'estació, però es van haver d'enfrontar a un incendi però el van controlar. Van sortir de la Saliut el 29 del mateix mes. La missió va ser tot un èxit, però va acabar en tragèdia: una vàlvula de pressurització defectuosa va deixar anar l'oxigen de la càpsula de retorn, i els 3 cosmonautes, sense equips d'escafandres (per manca de lloc) van morir d'asfíxia. L'estació Saliut 1 va ser destruïda intencionadament, l'11 d'octubre de 1971, però el coet per llançar el seu successor va esclatar durant el seu llançament en el juliol de 1972. El nom Saliut 2 va ser reutilitzat durant la posada en marxa d'una estació Almaz, l'abril de 1973, denominació que permetia ocultar els seus orígens militars. Desafortunadament, va ser un nou fracàs, una pèrdua de pressurització va deixar l'estació inhabitable; així que va ser destruïda dos mesos més tard. L'estació Saliut 3, llançada el 25 de juny de 1974, que també era un Almaz de l'exèrcit soviètic, va gaudir de més èxit. Per enfocament estratègic, contenia càmeres de fotografiar, dispositius de detecció, com també un canó de 23 o 30 mm que va ser provat en un satèl·lit objectiu en el gener de 1975. Va ser a priori, el primer ús d'una arma des de l'espai per destruir un objectiu. La Saliut 4, era civil, que va ser llançada el 2 de desembre de 1974, i visitada per la tripulació de la Soiuz 17. La tripulació següent, el 5 d'abril de 1975, va patir greus problemes en l'enlairament, durant la separació de la 2a etapa del coet: la nau Soiuz va ser separada del coet per accident i la tripulació va descendir a la Terra, afortunadament sense danys. L'URSS va amagar el fracàs de la missió pel canvi de nom a Soiuz 18a, i va restaurar el nom de Soiuz 18 a la missió següent, que va ser llançada el 24 de maig de 1975, i la tripulació, es va mantenir 63 dies a bord de la Saliut, establint un nou rècord de temps en òrbita.
L'Skylab va ser originalment un projecte americà d'una gran estació, però a causa de les retallades pressupostàries, es va reutilitzar el projecte en part per recollir material de les missions Apollo cancel·lades, i l'estació es va construir en un tram de coet Saturn IB, en el lloc dels motors i els tancs. L'estació pesava 100 tones, amb 24,6 metres de llargada i 6,6 de diàmetre, contenia material científic (incloent-hi un telescopi) i les instal·lacions necessàries per a la vida dels ocupants (incloent-hi una dutxa). L'Skylab va ser llançat el 14 de maig de 1972 des de Cap Canaveral, però la fase final de l'òrbita no va anar bé: l'escut de protecció tèrmica i un dels dos panells solars van ser arrencats, i el segon panell no es va desplegar completament. Tres astronautes van partir dins d'una nau Apollo el 24 de maig, i van arribar amb la dificultat per arreglar el panell solar restant, i afegir una protecció tèrmica dissenyada en urgència per terra. Es va poder utilitzar l'estació, fer alguns experiments científics, i van tornar el 22 de juny. Van continuar diverses missions, com el Skylab 3, llançat el 28 de juliol de 1973, que va batre el rècord de permanència amb 58 dies. L'estació Skylab va ser destruïda l'11 de juliol de 1979 després d'haver estat habitada en 171 dies, pel fet que el transbordador espacial previst per a les tripulacions a l'estació no estava llest. Va ser construïda, una segona Skylab (de vegades anomenada Skylab B), però mai va ser utilitzada a causa del pressupost.

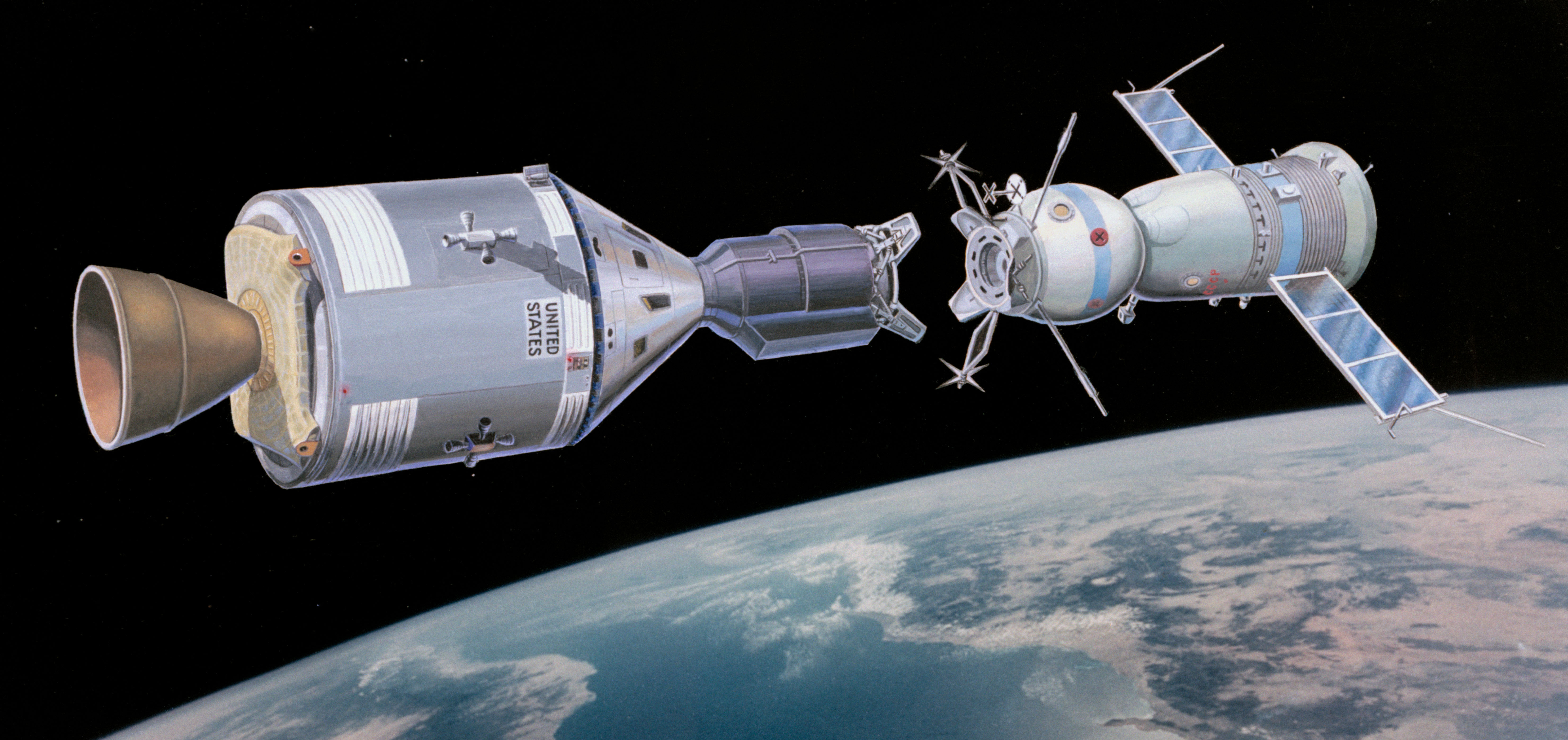
Il·lustració artística de l'encontre entre les naus Apollo i Soiuz

Enmig d'aquesta competència militar entre els dos països, va sorgir un projecte entre els EUA i l'URSS: que va fer reunir a l'espai els equips dels dos blocs. Va ser desenvolupat entre Léonid Brejnev i Richard Nixon, i llavors per Jimmy Carter, aquest projecte estava programat originalment per satisfer les estacions Skylab i Saliut, però llavors va ser modificat en el 1972 per a un encontre entre les naus Apollo i Soiuz (ASTP per Apollo Soiuz Test Project), per l'ús d'un mòdul d'acoblatge comú, que podria ser utilitzat per ambdues nacions per rescatar la tripulació d'una altra nació. El 15 de juliol de 1975, la Soiuz 19 va partir de Baikonur, l'Apollo de Cap Canaveral, i les dues naus es van acoblar dos dies més tard, permetent als dos equips, retrobar-se, posant el final oficial de la cursa espacial. El fet era remarcable des del punt de vista polític, ja que encara no havia començat el procés de canvi de règim polític a l'URSS.
Els soviètics van continuar enviant estacions en òrbita, mitjançant la contínua superació dels límits de permanència a l'espai. La Saliut 5 (una estació Almaz) va ser llançada el 22 de juny de 1976 i es va mantenir 412 dies en òrbita. Va ser visitada per la Soiuz 21, que va haver d'abandonar en una situació d'emergència a causa de fum a l'estació; la Soiuz 23 no va arribar perquè no era segur, i la tripulació de la Soiuz 24 va ser l'última de l'estació. La Saliut 6 i la 7, llançades el 29 de setembre de 1977 i el 19 d'abril de 1982, eren les versions civils més avançades; van utilitzar entre d'altres la nova nau Progress com a mòdul de subministrament. Aquesta nau, relativament simple, s'ha utilitzat fins a 2009, permetent subministraments i recollint els residus de l'estació, llavors consumits en l'atmosfera. La Saliut 6 va estar habitada per al voltant de 680 dies i va donar la benvinguda, per primera vegada, un cosmonauta estranger, el txecoslovac Vladimir Remek. La Saliut 7 es va mantenir 3216 dies en òrbita (9 anys), el que òbviament era un nou rècord, i va ser ocupada durant 1075 dies. La Saliut 6 i 7 van permetre a l'home viure veritablement a l'espai (Leonid Kizim, Vladimir Solovyov i Oleg Iourievitch Atkov van passar 237 dies en el 1984), realitzant EVAs i allotjant astronautes internacionals (entre ells el francès Jean-Loup Chrétien que es va quedar una setmana el juliol de 1982).

### Coets europeus

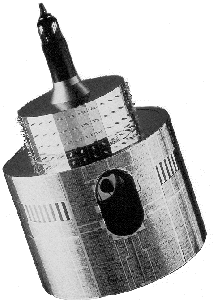
El satèl·lit Meteosat.

Europa va crear dues agències en el 1964: l'ESRO (European Space Research Organization en anglès), on participen set països per desenvolupar satèl·lits, i l'ELDO (European Launcher Development Organisation), on participen 10 països per desenvolupar un llançador. El llançador europeu Europa-1 constava del míssil britànic Blue Streak per a la primera etapa, d'una segona etapa francesa anomenada Coralie, i una tercera etapa alemanya anomenada Astris. Aquest coet multietapa, va rebre problemes de competències i manca de coordinació, provocant el fracàs del projecte. El coet Europa-2, en aquest cas, sota l'ègida de França, per corregir els errors anteriors, no funcionava com s'esperava, i el projecte va ser abandonat en el 1972. Per contra, la creació de satèl·lits, com per exemple el Meteosat, va ser tot un èxit, tot i que, sense llançadors, va ser a càrrec pels Estats Units.

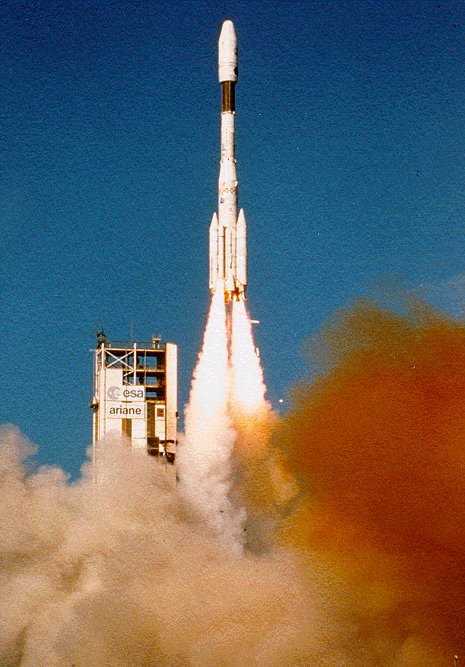
Primer vol de l'Ariane 4, el 15 de juny de 1988.

Malgrat el fracàs del coet Europa-2 i l'abandonament del projecte Europa-3, França havia proposat la creació d'un llançador de coets basat en el Diamant, el L3S. Els països europeus no es posaven d'acord: els britànics preferien finançar el seu satèl·lit marítim MAROTS, els alemanys el seu mòdul Spacelab transportat pel transbordador espacial. A més a més, l'etapa dels transbordadors reutilitzables, i a causa de les proposicions d'utilització dels llançadors americans, el projecte de llançador no semblava prudent. Tot i això, a causa de les severes restriccions imposades pels americans a canvi de la utilització dels seus llançadors, com en el llançament del satèl·lit Symphonie, i perquè, el 31 de juliol de 1973 a Brussel·les, els països europeus van poder posar-se d'acord per a ajudar-se els uns als altres per a finançar els seus projectes, el programa Ariane podria començar.

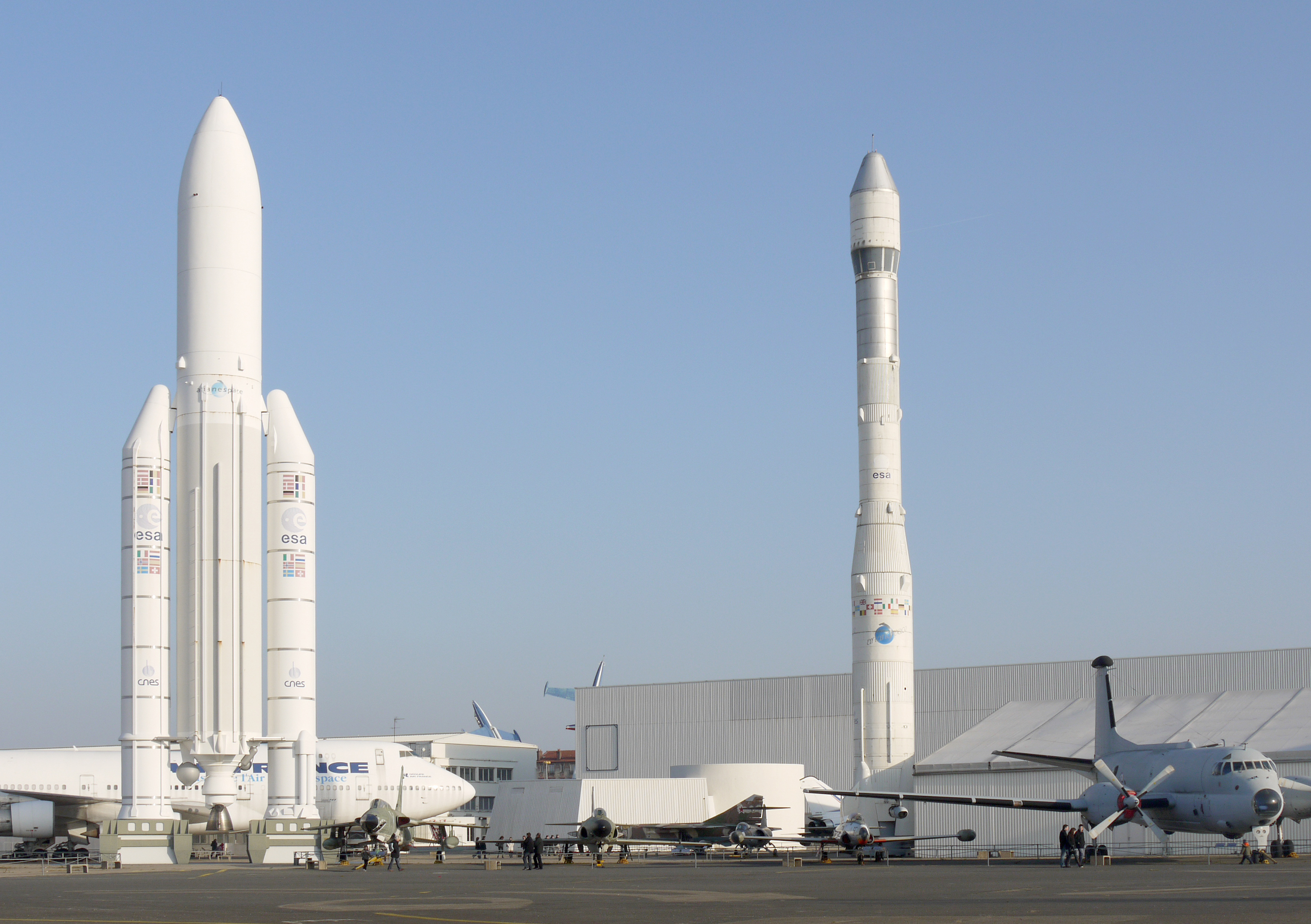
Models a escala 1:1 de coets Ariane 1 i 5.

Les dues agències, l'ESRO i l'ELDO van ser fusionades el 15 d'abril de 1975, que va donar poc després el naixement de l'ESA (European Space Agency), constituïda per onze països (Alemanya, Bèlgica, Dinamarca, França, Regne Unit, Països Baixos, Irlanda, Itàlia, Suècia, Suïssa i Àustria, Noruega, Finlàndia), a més de l'ajuda del Canadà. Els països membres es van comprometre a pagar una determinada suma per finançar el programa conjunt, i tenir la capacitat per finançar altres projectes específics. Una empresa privada, Arianespace, va ser creada el 1980 per gestionar i comercialitzar el nou llançador europeu.
L'objectiu del programa europeu Ariane era ser independent de les tecnologies americanes i russes, i llançar un o dos satèl·lits governamentals per any; no es va donar una important activitat comercial. L'ús de la base de llançaments de Kourou, inaugurat en el 1968, era un avantatge per la seva localització a l'equador, posició que augmenta les capacitats de llançaments de coets. El primer coet Ariane estava dotat de tres etapes, mesurava 47 metres d'alçada, pesava 210 tones, i gràcies al seu empenyiment de 240 tones, podria col·locar en òrbita satèl·lits geoestacionaris de 1700 kg. La primera prova de llançament va tenir lloc el 15 de desembre de 1979, però un problema de sensor de pressió va fer aturar els motors; una segona prova, el 22, va ser cancel·lada a causa d'un problema amb la seqüència d'arrencada. Finalment, el darrer llançament de prova, el 24 de desembre va funcionar a la perfecció.
La carrera d'aquest llançador, va començar el 24 de desembre de 1979 i va acabar al final de 1998, sent tot un èxit amb 110 dels 118 llançaments reeixts, l'empresa llançadora es va atorgar el 50% de la quota de mercat. L'Ariane va ser llavors reutilitzat i modificat, i les versions 2, 3 i 4 van experimentar el mateix èxit i va posicionar Europa com un actor important en l'economia espacial. Un pressupost de 42 miliards de francs es va assignar a la creació d'un llançador totalment nou, l'Ariane 5, dotat amb un motor nou, el Vulcain, que gaudia de major potència i permetia reduir costos i utilitzar el transbordador Hermes (un programa de la llançadora francesa i europea abandonat el 1992). L'Ariane 5, de 52 metres d'alçada, pesava 718 tones per 1000 tones d'empenyiment, va experimentar un error en el seu primer llançament el 4 de juny de 1996, a causa d'un problema de trajectòria que va obligar els responsables destruir el coet i els seus quatre satèl·lits en vol. Tot i això, l'Ariane 5 ha realitzat nombrosos llançaments, i va aconseguir una fiabilitat del 95%.

### Sondes interplanetàries
Les naus espacials soviètiques del Programa Venera van ser les primeres a completar amb èxit un viatge interplanetari, entrar en l'atmosfera d'un altre planeta (Venera 3, 1966, o Venera 4, 1967), fer un aterratge controlat en el mateix (Venera 7, 1970) i enviar imatges i altres dades des de la seva superfície (Venera 9, 1975.)
El Programa Mariner fou un programa de llançament de vehicles espacials de la NASA realitzat entre 1962 i 1973. El JPL (Jet Propulsion Laboratory) de la NASA va dissenyar i construir deu naus espacials denominades Mariner, la missió de les quals era explorar els planetes Venus, Mart i Mercuri per primera vegada, i posteriorment tornar a Venus i Mart per a una exploració més detallada. L'última de les naus, la Mariner 10, va realitzar un sobrevol (flyby) de Venus, per a després, realitzar un total de tres aproximacions a Mercuri. La penúltima nau, la Mariner 9, va ser la primera a deixar en òrbita una sonda al voltant d'un planeta, en aquest cas Mart, i romangué un any en òrbita per procedir a cartografiar la seva superfície i realitzar mesuraments específics.
Les sondes Mariner eren de mida relativament reduïda, i el seu llançament es va realitzar mitjançant un coet model Atlas, i el sistema propulsor de l'última fase un coet model Agena o Centaur. El seu pes rondava la mitja tona (sense el combustible del propulsor a bord de la sonda). Cada una de les seves missions es va completar en un període d'entre uns quants mesos i un o dos anys, i fins i tot, una de les naus va sobrepassar aquesta limitació i es va mantenir operativa durant tres anys. Les sondes Mariner 1, Mariner 3 i Mariner 8 no van superar la fase de llançament. De la resta de sondes, cap, no es va perdre en vol en direcció a les seves destinacions, i totes elles van completar amb èxit els seus objectius.
El Programa Voyager fou una sèrie de dues sondes interplanetàries no tripulades de la NASA amb l'objectiu d'investigar Júpiter i Saturn. Inicialment concebudes dins del programa Mariner, finalment foren considerades una missió independent i rebatejades com a Voyager; les dues sondes del programa foren la Voyager 1 i la Voyager 2.
Les dues missions del programa Voyager han estat un dels majors èxits de la NASA. El programa fou dissenyat per treure partit d'una oportuna alineació planetària avantatjosa dels planetes exteriors durant els darrers anys de la dècada de 1970. Aquesta posició de Júpiter, Saturn, Urà i Neptú, que ocorre una vegada cada 175 anys, donava a una sonda espacial que seguís una particular trajectòria la possibilitat de passar prop d'un planeta, observar-lo i, aprofitant-ne l'assistència gravitatòria, seguir el seu viatge fins al següent planeta. Així, l'ús dels propulsors propis de la nau es limitava a realitzar petites correccions en la trajectòria. A més, va facilitar la realització de l'anomenat retrat de família.
A més de la seva missió principal, la Voyager 2 també aconseguí explorar Urà i Neptú. Les dues sondes van obtenir una gran quantitat d'informació sobre els planetes gegants del sistema solar i pogueren posar límits molt més estrictes a la possible existència d'un gran planeta més enllà de Plutó. Actualment els dos vehicles, juntament amb la Pioneer 10 són els objectes humans més llunyans i s'estan acostant al que es considera el límit del sistema solar: allà on la influència del vent solar queda anul·lada pel medi interestel·lar. Les fonts d'alimentació elèctrica de les dues sondes continuen en funcionament i permeten que segueixin enviant dades cap a la terra, de manera que s'espera poder detectar l'heliopausa del sistema solar en un futur pròxim.

### Transbordadors espacials

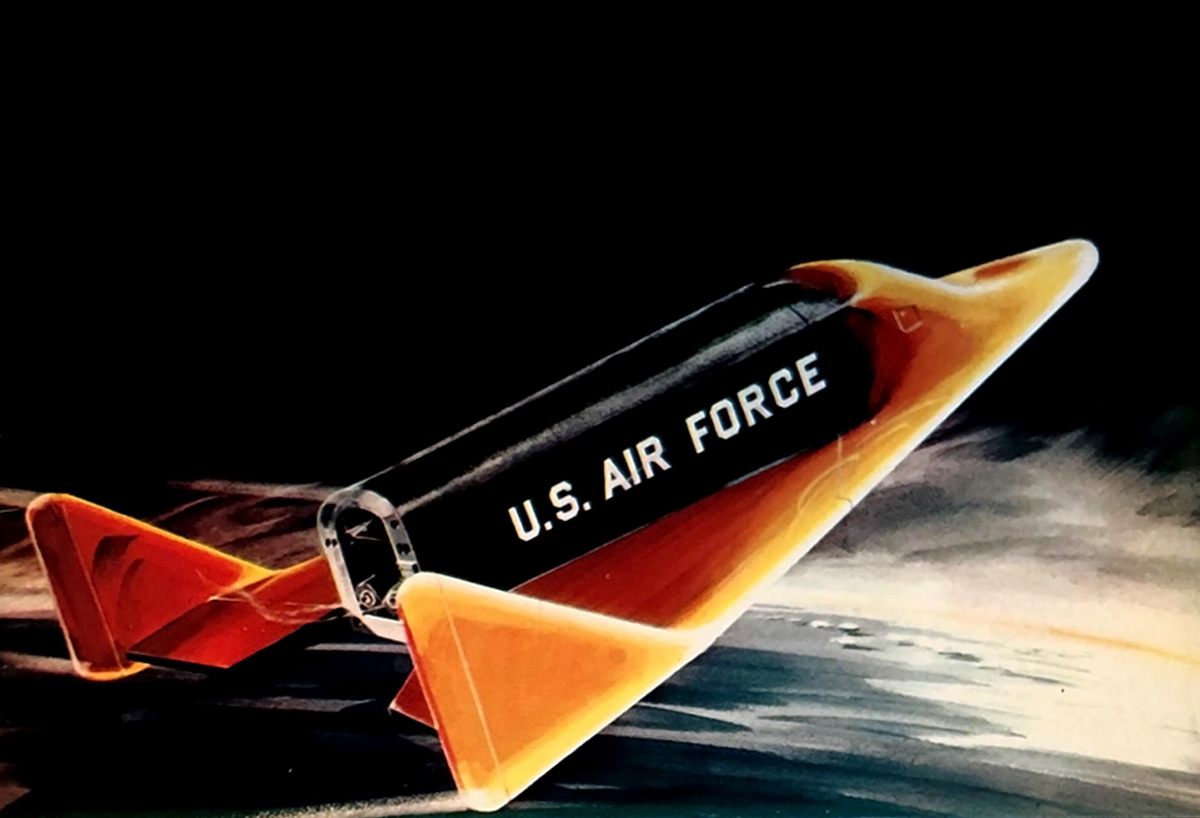
Il·lustració artística del X-20 Dyna-Soar.

Des del 1969, després de l'Apollo 11, la NASA era conscient de la necessitat de reduir el cost dels programes espacials. Una de les maneres d'estalviar diners era tenir un equip reutilitzable: fins llavors, els coets, càpsules i naus estaven destinades a un sol ús. Aleshores, hi havia diversos estudis en marxa, com el X-20 Dyna-Soar, un transbordador imaginat per la Força Aèria de 1957 a 1962 que havia de ser llançat per un coet Titan, o el programa Lifting Bodies de la NASA, d'avions fuselatge que havien de garantir sustentació (per millorar la relació en pes/eficàcia de càrrega útil), o finalment el projecte RT8, un avió gran capaç de deixar caure una nau espacial en altitud. Després de molts debats, el projecte de la llançadora va ser aprovada als EUA en el 1972; l'objectiu era dividir els costos de llançament per 5 a 10. El transbordador ha d'estar equipat amb una zona de càrrega útil, d'un braç de manipulació, i ha de ser utilitzat per 100 llançaments. Un gran dipòsit d'hidrogen líquid i oxigen, i dos boosters per ajudar en l'enlairament del transbordador, que més tard, es desmuntarien. Finalment, els dos propulsors s'han de recuperar per a poder reutilitzar-les posterirorment. Per finançar aquest projecte, i pel fet que els coets semblaven obsolets, els programes de llançadors convencionals, com l'Atlas-Centaur van ser aturats.

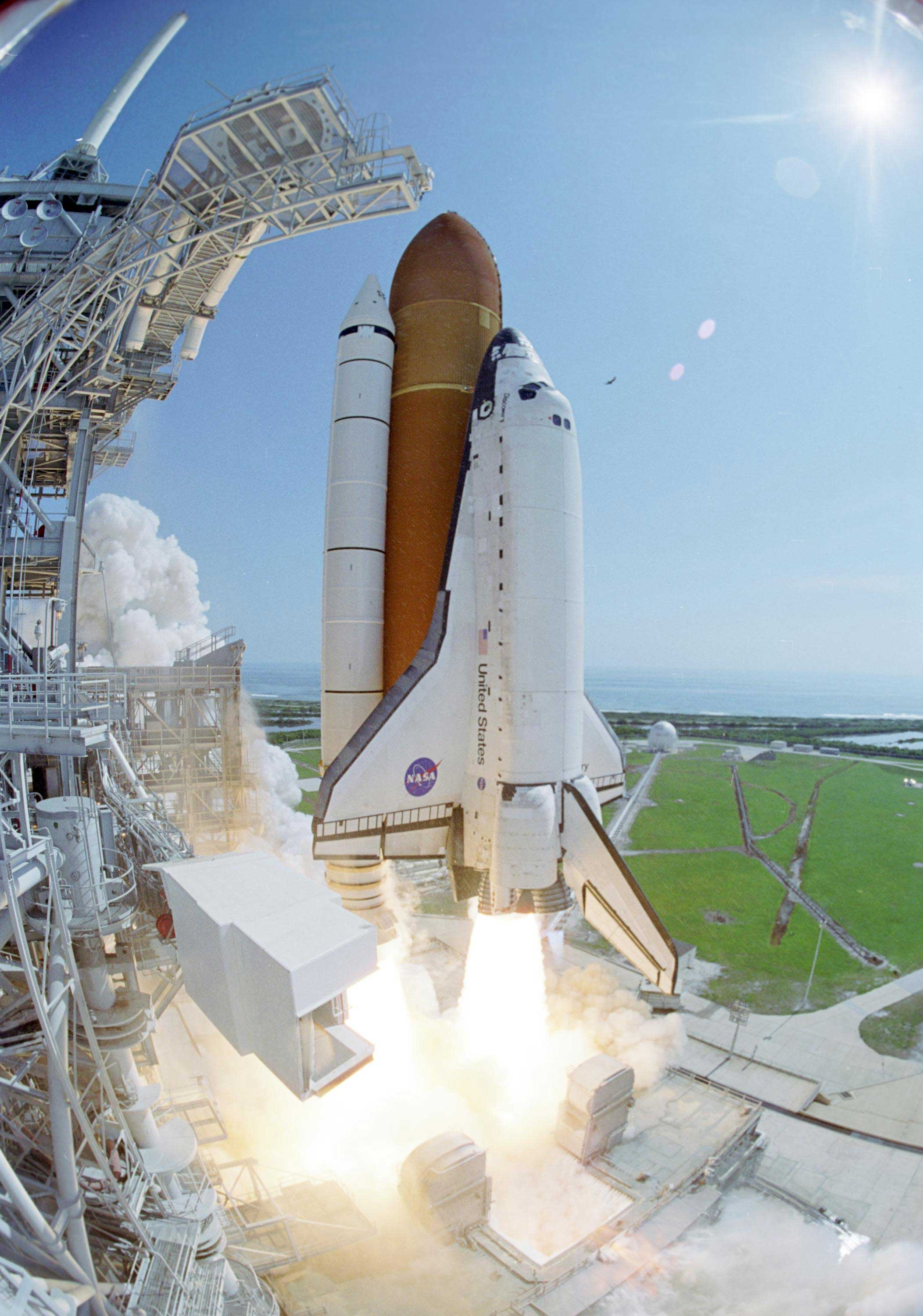
El Discovery durant la represa dels vols després de la tragèdia del Columbia.

El prototip Enterprise va ser construït del 1974 al 17 setembre de 1976, i es va provar muntat a la part posterior d'un Boeing 747 modificat, llavors en vol lliure. Al final, el transbordador feia 37,24 metres de llargària, 4,9 de diàmetre, 23,79 d'envergadura, pesava 68,586 tones buit i podia portar una càrrega útil de 27,85 tones. El primer vol va ser realitzat pel transbordador Columbia el 12 d'abril de 1981 en 4 hores, amb John Young i Bob Crippen a bord; va efectuar 36 òrbites a 300 km d'altitud sense preocupacions. Aquest succés va ser ben rebut: els nord-americans, no havien pas tornat a l'espai des de 1975 El Columbia va ser reutilitzat al final de les proves el 12 de novembre de 1981, llavors el 22 de març de 1982 (per un vol de vuit dies) i finalment el 27 de juny de 1982, per un vol de set dies. El primer vol comercial va tenir lloc l'11 de novembre de 1982; va realitzar la missió amb èxit (va posar en òrbita dos satèl·lits de comunicacions i va complir els experiments científics), i va aterrar el 16 de novembre. Després d'aquests èxits, van ser produïts els altres transbordadors: el Challenger va estar llest a l'abril de 1983, el Discovery durant l'estiu de 1984 i l'Atlantis el setembre de 1985, i posteriorment van ser molt utilitzats. El 28 de novembre de 1983, la missió STS-9 va utilitzar l'Spacelab 1, un mòdul de laboratori pressuritzat creat per l'ESA, i col·locat en el compartiment de càrrega. Una segona versió, l'Spacelab 2, es va utilitzar fins a 1998. Durant el vol del Challenger STS-41 B que va partir el 3 de febrer de 1984, per primer cop, va ser posat en òrbita un home de manera lliure, sense cap enllaç amb la nau espacial: l'astronauta va utilitzar el MMU (Manned Maneuvring Unit), una unitat de sis hores d'autonomia, que no va ser utilitzat novament fins més endavant, a causa del risc. En l'abril de 1984, es van fer les primeres reparacions de satèl·lits a l'espai: George Nelson i James van Hoften van reparar el Solarmax en el transbordador Challenger; en el novembre, dos satèl·lits van ser capturats en vol, per tornar-les a la Terra per revisar-los, i van ser després posats en òrbita.

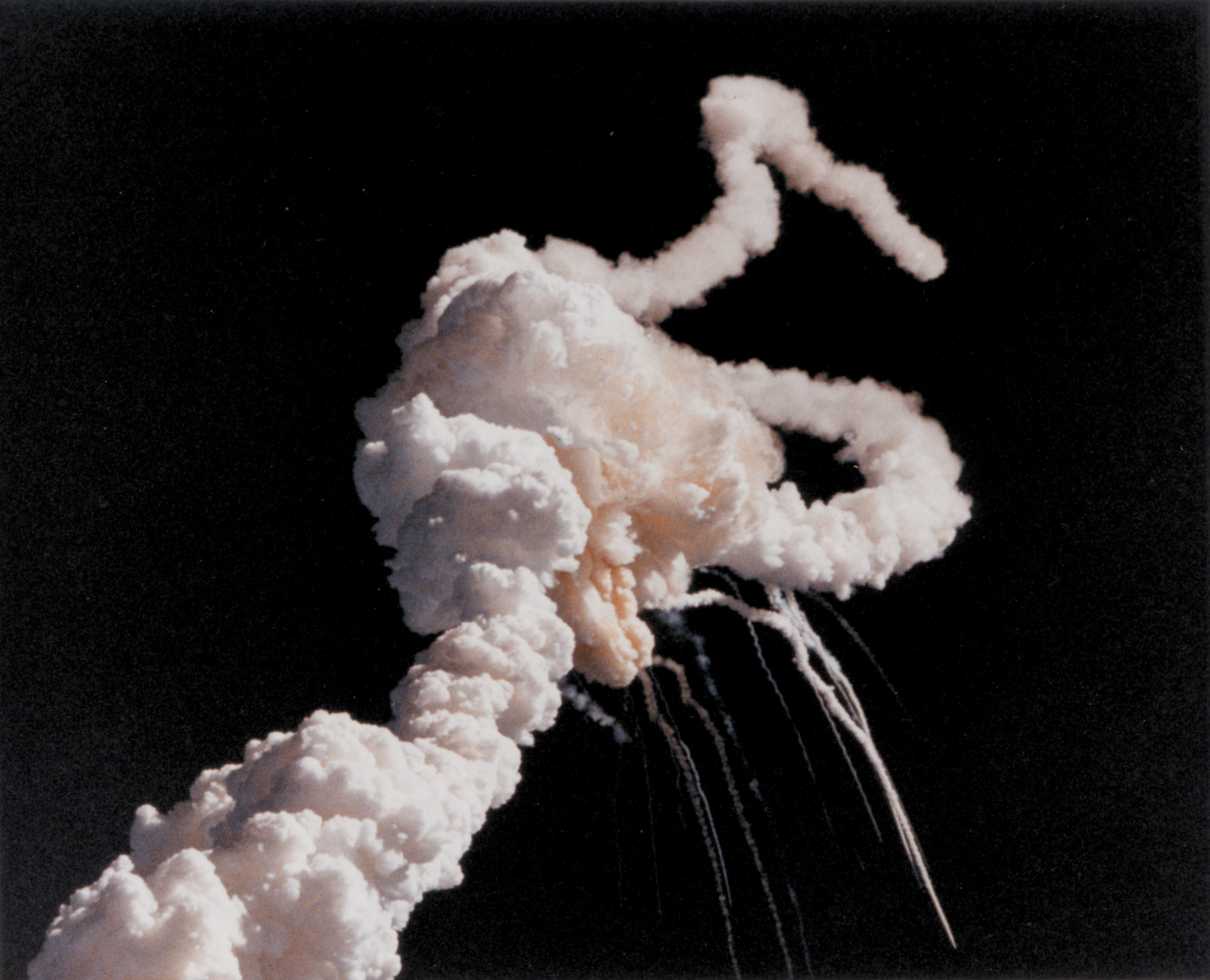
Accident del transbordador Challenger.

L'èxit de les missions va fer endormiscar l'opinió pública que va veure el vol espacial com quelcom banal; el retorn a la realitat va tenir lloc el 28 de gener de 1986, mentre que el Challenger va ser llançat en una època de fred extrem. Un dels precintes d'un booster, a causa de les gelades, va començar a cedir durant l'enlairament, i la flama resultant va cremar la fixació del reforç que el sostenia, colpejant el tanc i la llançadora es va separar. Van néixer les polèmiques sobre la possible oportunitat d'haver pogut salvar la tripulació, pel mal funcionament de la NASA, que havien estat advertits dels riscos causats per les juntes gelades, o el cost del programa. En conseqüència, l'exèrcit americà es va retirar del programa, i es van prohibir el vol dels transbordadors durant dos anys i mig, temps per millorar-ne el concepte.
Els vols es van reprendre amb el Discovery el 29 de setembre de 1988, i el transbordador destruït va ser substituït per l'Endeavour, construït el 1987, que va començar a volar el 1992. Una altra tragèdia va tenir lloc el 16 de gener de 2003, quan, durant l'enlairament, el caire d'atac de l'ala esquerra del Columbia va ser danyat per un bloc d'escuma aïllant del tanc. En tornar a la terra, l'1 de febrer, el transbordador es va desintegrar a causa de l'entrada d'aire i forces degudes a la velocitat aerodinàmica de mach 18). La tripulació va morir, i de nou, hi va haver controvèrsia, pel fet que el problema plantejat per impactes amb peces d'escuma era comú i conegut per la NASA. Els vols del transbordador es van aturar de nou i això va perjudicar l'Estació Espacial Internacional que en depenia per a la construcció i subministrament. Va ser el Discovery, el 26 de juliol de 2005, que va reprendre els vols, però el transbordador va experimentar de nou un problema d'impacte amb l'escuma, i encara que no va haver-hi conseqüències per a la tripulació, els vols es van aturar altre cop. El 2006, va tenir lloc l'última represa dels vols, el 9 de setembre amb l'Atlantis.
Al final, el transbordador va demostrar no ser econòmic: no hi havia plans per a construir noves llançadores, així que les existents havien de volar amb més freqüència i, per tant, es desgastaven més ràpidament. A més a més, es va sobreestimar la longevitat d'alguns components (com el fràgil escut tèrmic); els temps i costos de manteniment van augmentar. Al final, els llançaments dels transbordadors van resultar ser més cars que els coets convencionals.

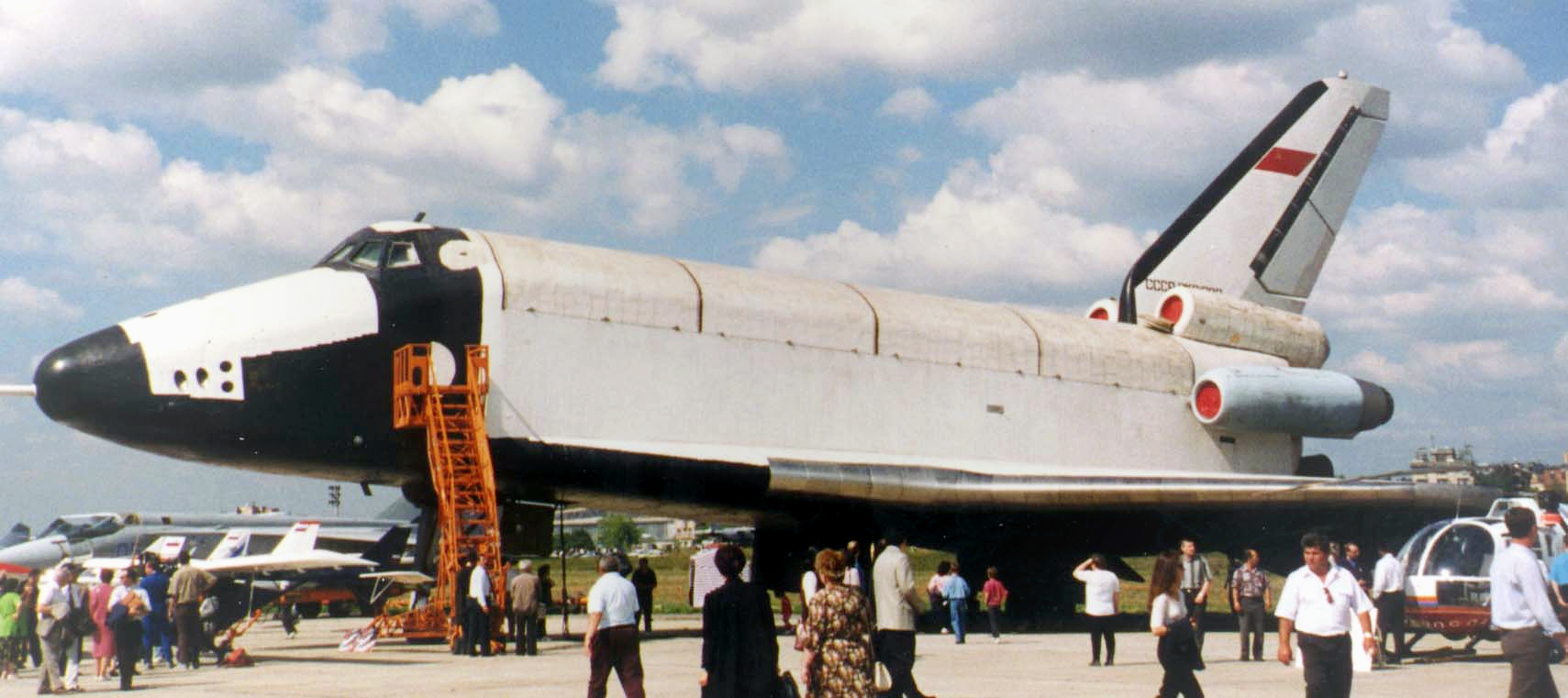
L'OK-GLI, un prototip de la llançadora Buran.

L'URSS, per les mateixes raons van empènyer el disseny del transbordador espacial soviètic. Hi havia, per exemple, el projecte MiG-105, però va ser finalment el programa de l'orbitador Buran (tempesta de neu en rus), el que permetria posar en òrbita càrregues de trenta tones, que va començar el 1971. Amb un disseny molt semblant al transbordador americà, el llançador tenia quatre propulsors líquids (els nord-americans en tenien dos), el transbordador posseïa reactors normals (els nord-americans eren motors de coet), i podia esser pilotat remotament, sense tripulació. Se'n van construir cinc prototips entre 1984 i 1986, per realitzar diverses proves. El transbordador OK-1.01 va estar llest el 1986, transportat per un AN-225 com a plataforma de llançament, on va fer el seu únic llançament el 15 de novembre de 1988, sense càrrega i de forma remota. El vol va reeixir, però a causa de l'esfondrament de l'URSS, el programa no es va continuar. El Buran i el segon transbordador OK-0.02 (anomenat Buria o Ptichka) que estava gairebé acabat va passar a ser propietat del Kazakhstan, econòmicament incapaç d'utilitzar-lo. Signe de la decrepitud, el transbordador Buran va ser destruït el 2002, quan el cobert on s'emmagatzemava es va esfondrar.

### Estació russa Mir

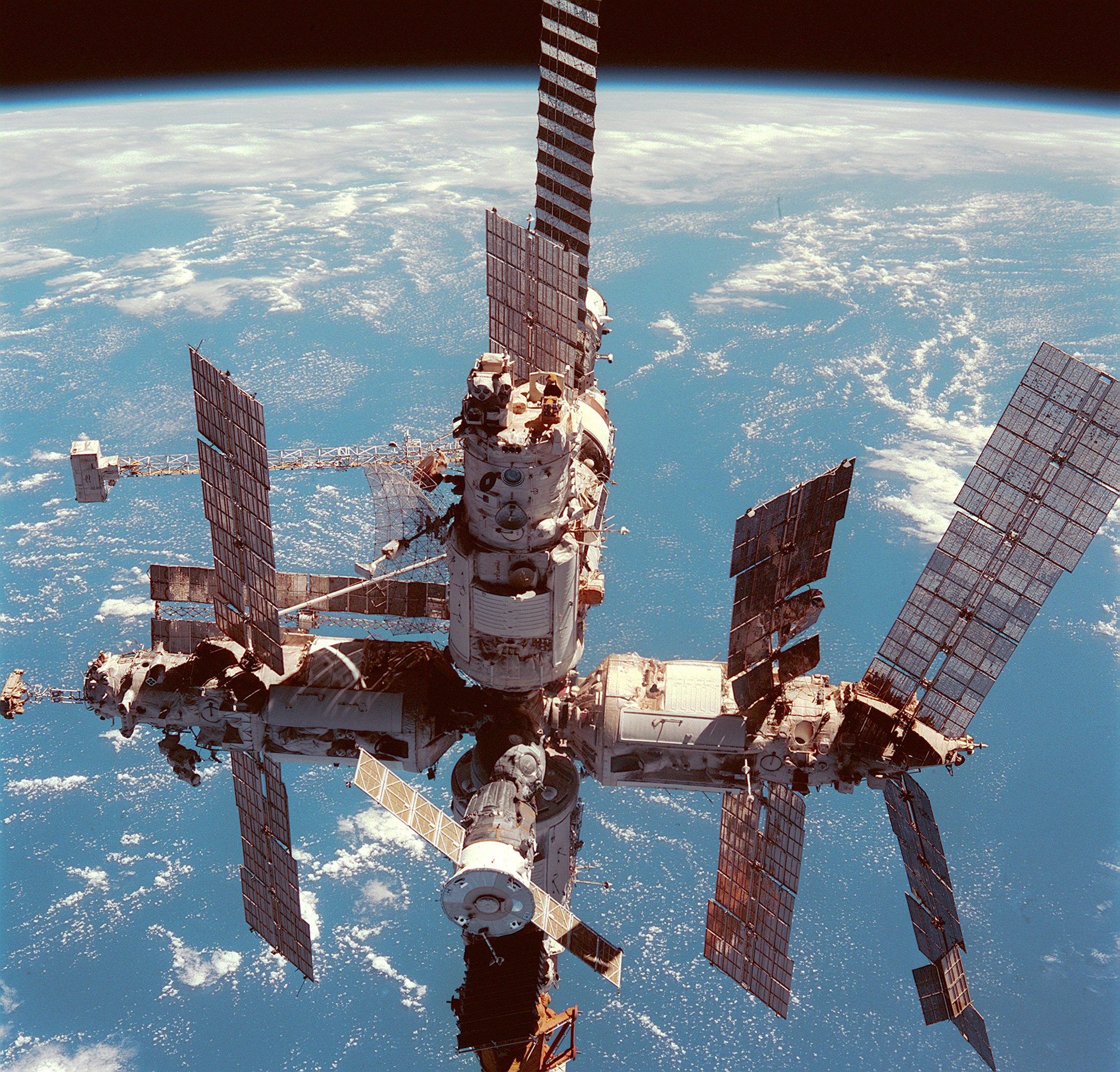
L'estació Mir el 1988

El projecte de l'estació espacial Mir va debutar el 1976, l'objectiu era establir una presència constant a l'espai. Va ser una gran estació construïda a l'espai, entre 1986 i 1996, al voltant d'un mòdul central derivat de la Saliut 7 i d'una esfera dotada de cinc punts d'acoblament. El programa es va cancel·lar el 1984, no només a causa de la competència del programa Buran, sinó també pels problemes de pes i un problema del sistema informàtic. Finalment, l'element central, es va dedicar a l'habitacle dels cosmonautes i les comunicacions, que va ser llançat el 20 de febrer de 1986 per un coet Protó. L'estació va ser considerada operativa el 6 de març de 1986, i es va visitar per primera vegada el 13 de març del mateix any. El 6 de maig, la tripulació de la Mir va arribar a l'estació de la Saliut 7, encara en òrbita, van desmuntar part de l'equip i ho van portar a la nova estació el 25 de juny: aquest va ser el primer viatge entre dues estacions espacials. Es van afegir altres mòduls al nucli original de la Mir, cada equip que contenia material científic i equip divers.
L'estructura final pesava 140 tones, amb un volum habitable de 380m³, i, per tant, era la més gran mai construïda. La presència d'aquesta estació espacial permetria l'inici del comerç constant: el transbordador americà portava subministraments i tripulació. El primer acoblament es va dur a terme en el 29 de juny de 1995. La Mir va ser habitada pels equips de diversos països. D'altra banda, va resultar en 30 Soiuz, 22 càrregues Progress, 9 missions del transbordador transportant 84 astronautes diferents. L'estació va participar també en la primera gran publicitat espacial, quan el 1996, la societat Pepsi Cola va pagar un milió de dòlars per un desplegament d'un inflable gegant en forma de llauna a l'espai. Altres empreses van pagar per gaudir de l'estació com un mitjà de publicitat.
El febrer de 1997, es va esdevenir un incendi en el Kvant 1; no hi va haver danys greus i la tripulació va romandre il·lesa. Però uns mesos més tard, el 25 de juny de 1997, una nau Progress es va estavellar accidentalment al mòdul Spektr en una prova: el mòdul es va despressuritzar i va perdre un panell solar. Irrecuperable, va ser condemnat al desastre. L'estació començava a vellir i el manteniment va ser complicat. Els costos del programa sobrepujaven la capacitat d'una Rússia en difícil situació econòmica, mentre estava compromesa en el programa de l'Estació Espacial Internacional amb un pressupost augmentat. Per tant, l'estació va ser desorbitada, i va caure a la Terra el 23 de març de 2001, entre Nova Zelanda i Xile.
Al final, la Mir va ser un gran èxit, un projecte internacional que va ser el primer pas cap a una presència constant de vida a l'espai: es va mantenir 5511 dies o quinze anys en òrbita, va ser habitada 4594 dies, per 88 cosmonautes diferents de dotze nacions, i va permetre de fer-hi més de 23.000 experiments científics.

### Altres països

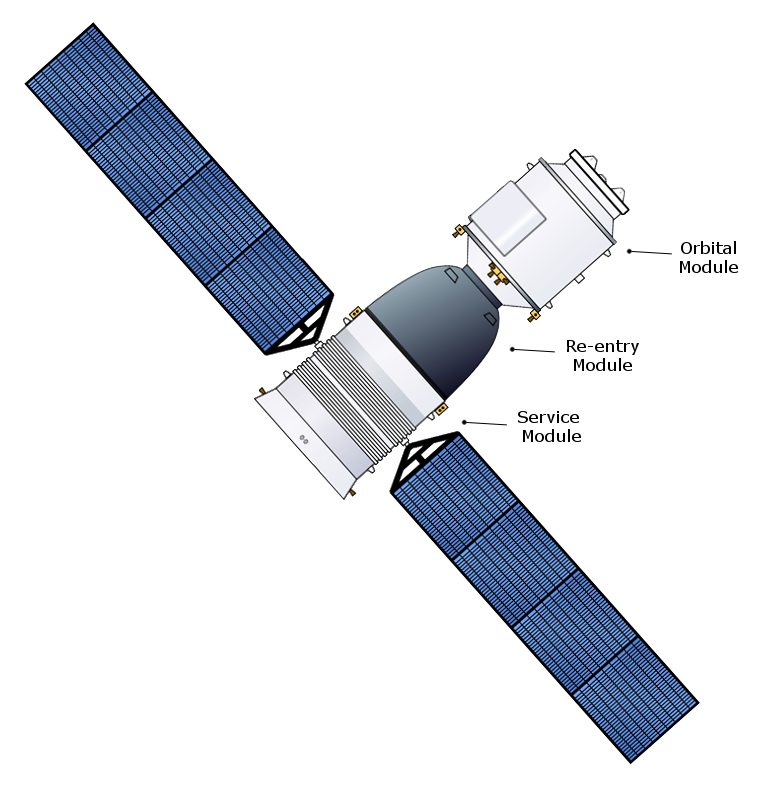
Shenzhou xinesa

La Xina va llançar el seu primer taikonauta 42 anys després del llançament del Vostok 1, el 15 d'octubre de 2003, amb el vol de Yang Liwei a bord del Shenzhou 5 («Vaixell Espacial 5»).
Avui dia, tres països han realitzat missions espacials tripulades: la Unió Soviètica/Rússia, la República Popular de la Xina i els Estats Units. Les missions realitzades pels Estats Units són governamentals (NASA) i civils (Scaled Composites, una companyia amb seu a Califòrnia). Brasil, Canadà, Europa, l'Índia, Japó i Ucraïna tenen també programes espacials actius.
Actualment aquests països fan servir naus espacials i bases espacials:
- Estació Espacial Internacional
- Soiuz TMA amb el Vehicle Soiuz de llançament - Cosmòdrom de Baikonur
- Transbordador espacial - Centre espacial John F. Kennedy
- Nau espacial Shenzhou
- SpaceShipOne

## Subsistemes
Una nau espacial comprèn diversos subsistemes, segons el perfil de la missió. Els subsistemes de naus espacials comprenen el model o bus de satèl·lit de la nau i poden incloure la determinació i el control de l'actitud (anomenats ADAC, ADC o ACS), orientació, navegació i control (GNC o GN&C), comunicacions, ordre i tractament de dades (CDH o C&DH), potència (EPS), control tèrmic (TCS), propulsió i estructures. Normalment, s'adjunta al bus la càrrega útil.
Suport de vida
Les naus espacials destinades al vol espacial humà també han d'incloure un sistema de suport vital per a la tripulació.

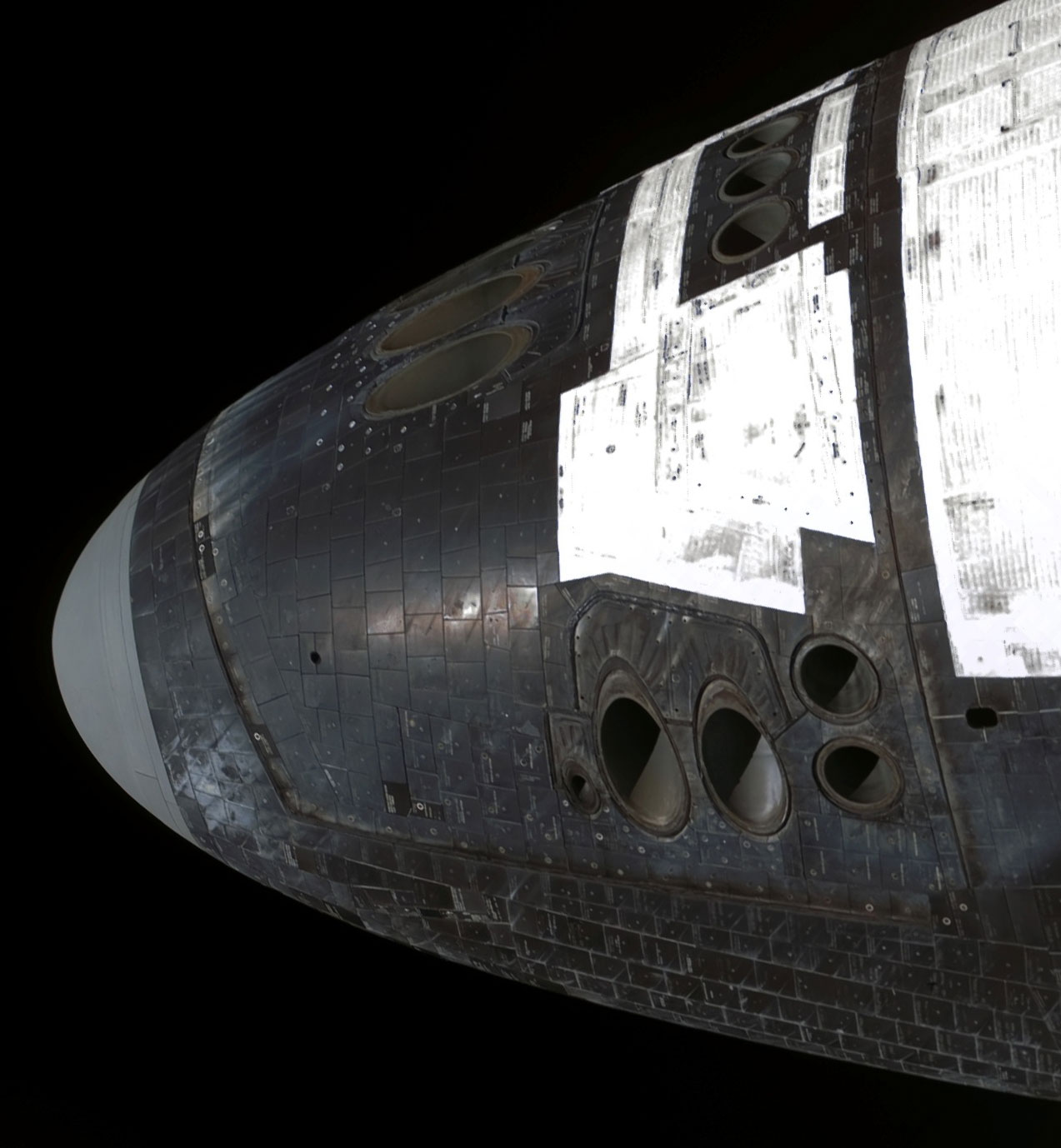
Propulsors del sistema de control de reacció al davant del transbordador espacial.

Control d'actitud
Una nau espacial necessita un subsistema Control d'actitud per orientar-se correctament a l'espai i respondre als moments i forces externes correctament. El subsistema de control d'actitud consisteix en sensors i actuadors, juntament amb algorismes de control. El subsistema de control d'actitud permet apuntar adequadament l'objectiu científic, enfocar el sol per energia solar cap als panells i apuntar a terra per a comunicacions.
GNC
El sistema d'orientació fa referència al càlcul d'ordres (generalment realitzades pel subsistema CDH) necessàries per dirigir la nau espacial. La navegació significa la determinació dels elements orbitals d'una nau espacial. El control significa ajustar el camí de la nau per complir els requisits de la missió.
Gestió d'ordres i dades
El subsistema CDH rep ordres del subsistema de comunicacions, realitza la validació i descodifica les ordres i les distribueix als subsistemes i components adequats de la nau espacial. El CDH també rep dades de dades dels altres subsistemes i components de la nau espacial i els paquets de dades per emmagatzemar en un enregistrador de dades o transmetre-la a través del subsistema de comunicacions. Altres funcions del CDH inclouen el manteniment del rellotge de la nau espacial i el control de l'estat de la salut.
Comunicacions
Les naus espacials, tant robòtiques com a tripulades, utilitzen diversos sistemes de comunicació amb estacions terrestres, així com per a la comunicació entre les naus espacials a l'espai. Les tecnologies utilitzades inclouen la comunicació  RF i comunicació òptica. A més, algunes càrregues útils de les naus espacials utilitzen tecnologies electròniques de comunicació.
Potència
Les naus espacials necessiten un subsistema de generació i distribució d'energia elèctrica per alimentar els diferents subsistemes de naus espacials. Per a les naus espacials properes al Sol, s'utilitzen amb freqüència panells solars per generar energia elèctrica. Les naus espacials dissenyades per operar en llocs més llunyans, per exemple, Júpiter, podrien emprar un generador termoelèctric per radioisòtops (RTG) per generar energia elèctrica. L'energia elèctrica s'envia a través d'un equip de condicionament de potència abans de passar per una unitat de distribució d'energia a través d'un bus elèctric a altres components de la nau espacial. Les bateries solen estar connectades al bus a través d'un regulador de càrrega de bateria, i les bateries s'utilitzen per proporcionar energia elèctrica durant períodes en què l'alimentació primària no està disponible, per exemple, quan es troba eclipsada per la Terra.
Control tèrmic
Les naus espacials han de ser dissenyades per resistir el trànsit a través de l'atmosfera de la Terra i la meteorologia espacial. Han d'operar en un buit amb temperatures potencialment variables en centenars de graus [Celsius] així com (si estan subjectes a la reentrada) amb la presència de plasmes. Els requisits de material són tals que hi hagi una temperatura de fusió alta, materials de baixa densitat com beril·li i carboni reforçat amb fibra de carboni o (possiblement a causa dels requeriments de menor gruix malgrat la seva alta densitat) tungstè o utilitzant ablació de compostos carboni-carboni. Depenent del perfil de la missió, les naus espacials també poden necessitar operar a la superfície d'un altre cos planetari. El subsistema de control tèrmic pot ser passiu, depenent de la selecció de materials amb propietats radiatives específiques. El control tèrmic actiu utilitza escalfadors elèctrics i determinats actuadors, com ara persianes per controlar els rangs de temperatura dels equips en intervals específics.
Propulsió de la nau espacial
La nau espacial pot tenir o no un subsistema de propulsió espacial, depenent de si el perfil de la missió demana propulsió o no. La nau espacial de Swift és un exemple de nau espacial que no té un subsistema de propulsió. Normalment, la nau espacial LEO inclou un subsistema de propulsió per a ajustos d'altitud (maniobres d'arrossegament) i maniobres d'ajust de inclinació. També és necessari un sistema de propulsió per a naus espacials que realitzin maniobres de gestió d'impuls. Els components d'un subsistema de propulsió convencional inclouen combustible, tancs, vàlvules, canonades i els propulsors del motor. El sistema de control tèrmic s'interfereix amb el subsistema de propulsió mitjançant la supervisió de la temperatura d'aquests components, i per precalentar els dipòsits i els propulsors en preparació per a una maniobra de la nau espacial.
Estructures
La nau espacial ha d'estar dissenyada per suportar càrregues de llançament que el vehicle de llançament li donarà i ha de tenir un punt de connexió per a tots els altres subsistemes. Depenent del perfil de la missió, és possible que el subsistema estructural hagi de suportar càrregues introduïdes per l'entrada a l'atmosfera d'un altre planeta o cos celeste i aterrar-hi.
Càrrega útil
La càrrega útil depèn de la missió de la nau espacial i normalment es considera la part de la nau espacial "que paga les factures". Les càrregues útils típiques podrien incloure instruments científics (càmeres, telescopis, o detector de partícules, per exemple), càrrega o tripulació.
Segment terrestre
El segment terrestre, encara que no sigui tècnicament part de la nau espacial, és vital per al seu funcionament. Els components típics d'un segment terrestre que s'utilitzen durant les operacions normals inclouen una instal·lació d'operacions de missió on l'equip d'operacions de vol realitza les operacions de la nau espacial, una instal·lació d'emmagatzematge i processament de dades, estacions terrestres per emetre senyals i rebre senyals de la nau espacial i una xarxa de comunicacions de veu i dades per connectar tots els elements de la missió.
Llançament de vehicles
El vehicle de llançament impulsa la nau espacial des de la superfície de la Terra, a través de l'atmosfera i en una òrbita, depenent de la configuració de la missió. El vehicle de llançament pot ser d'un sol us o  reutilitzable.

## Naus espacials als mites i a la ficció

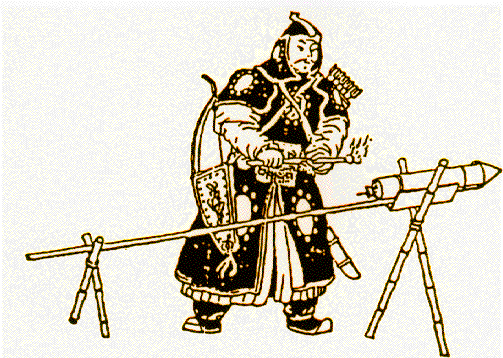
Un soldat xinès encén un coet.

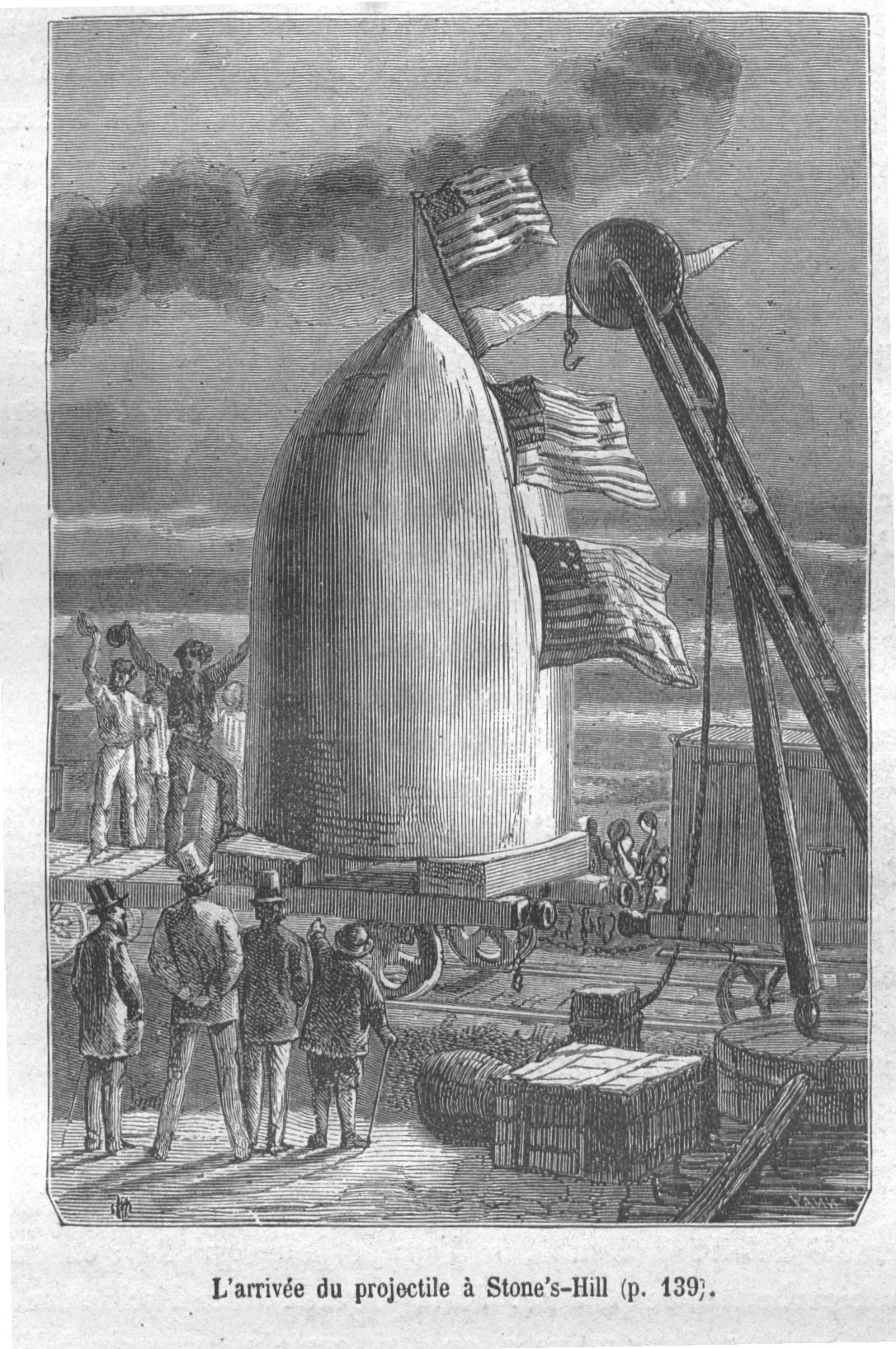
Columbia, la nau de Jules Verne.

La idea de viatjar a l'espai per arribar a un altre planeta o la Lluna és molt antiga; les primeres històries sobre aquest tema eren bastant fantasioses perquè no tenien un objectiu tècnic, sinó filosòfic. Ja l'any 125, el sirià Llucià va escriure en grec Històries veritables (Ἀληθῆ διηγήματα), una narració que descriu el viatge d'Odisseu a la Lluna, però enlloc d'utilitzar una nau hi anava al ventre d'una balena, on va assistir a una guerra entre Selenites i els habitants del Sol. Llucià, de fet, hi criticava la societat del seu temps.
Els primers coets de la història eren armes o projectils, lluny de la visió espacial actual. Van ser inventats a la Xina, al voltant del segle xiii. El primer registre escrit del seu ús és la crònica de Dong Kang mu, el 1232, explicant com es feien servir contra els mongols durant l'atac a la ciutat de Kaifeng; també és possible que estenguessin el concepte del coet durant la invasió d'Euràsia. Els coets eren llavors tubs de paper o cartró que contenien la pólvora, els llançaments eren incontrolables, i fins i tot perillosos per a qui els manipulaven. Existeix el mite a la Xina de Wan Hu, un funcionari xinès del segle xvi, que va tractar d'arribar a la Lluna amb una cadira a la qual es van muntar 47 coets.
El tema es va fer més comú i tècnic al segle xix, per exemple, a la novel·la De la Terra a la Lluna de Jules Verne, publicada el 1865 i distribuïda a tot el món, hi narra un viatge a la Lluna a bord d'un projectil disparat des d'un canó gegant. A Un habitant del planeta Mart escrit per Henri de Parville el 1865, es narra la ciència utilitzada per deduir l'origen marcià d'un cos extraterrestre a la Terra. Achille Eyraud imagina el 1865 en el llibre Voyage à Vénus ('Viatge cap a Venus') una nau de reacció. Més tard, el 1901, H.G. Wells va publicar Els primers homes a la Lluna, novel·la en la qual es permet el viatge espacial amb un material anomenat «cavorita» que neutralitza els efectes de la gravetat.
Altres naus destacades:

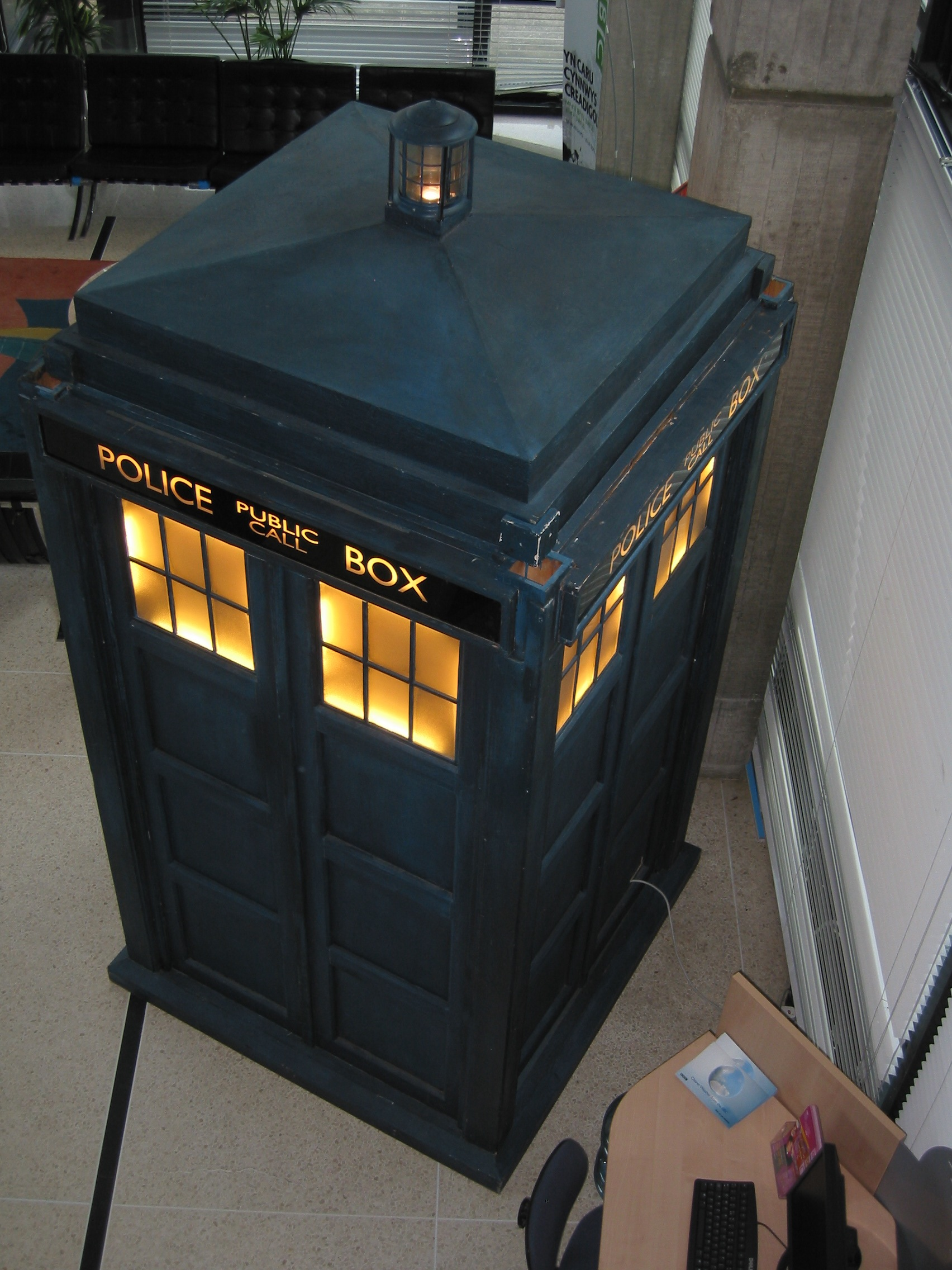
La TARDIS del Doctor Who vista des de fora.

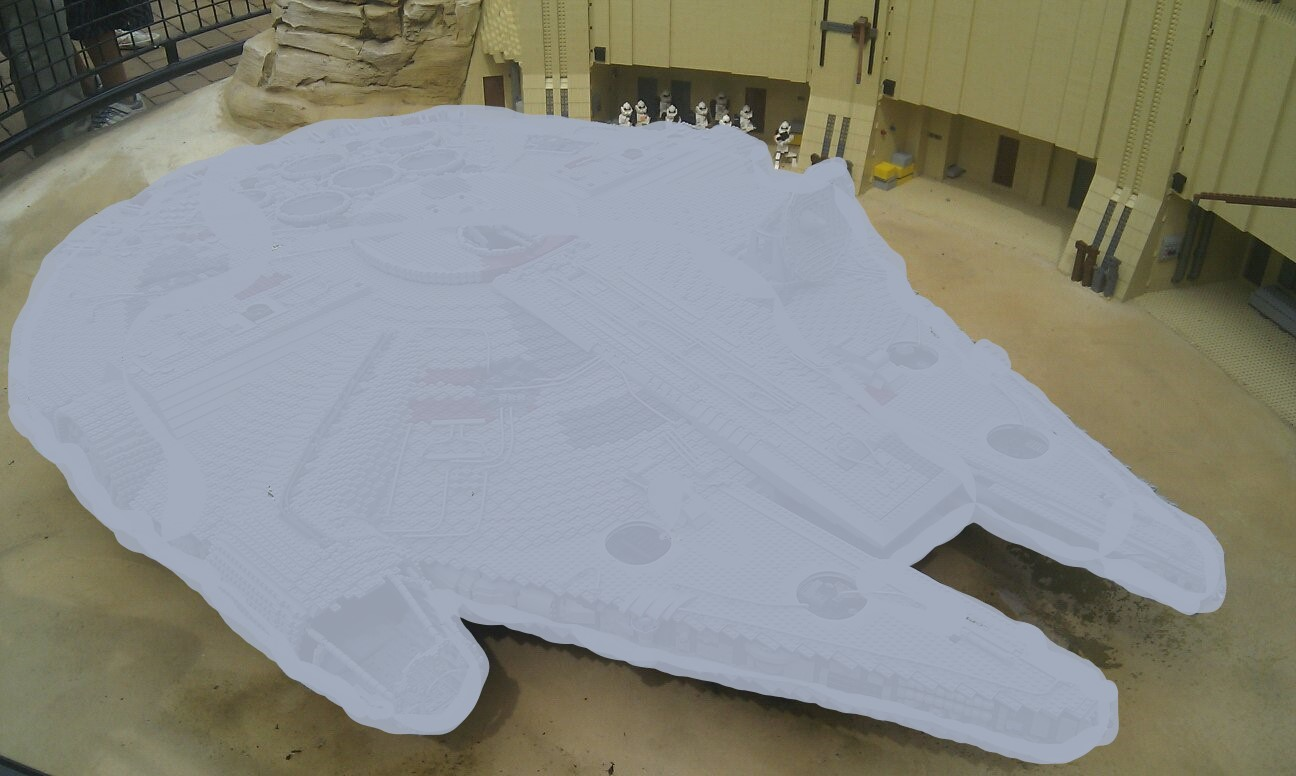
Falcó Mil·lenari fet amb Lego.

- XFLR6 el coet dels còmics Objectiu: la Lluna (fascicle 1950-52, recopilat el 1953) i Hem caminat damunt la Lluna (1952-53, recopilat el 1954) de Les aventures de Tintín.
- C-57D (de la pel·lícula Forbidden Planet) (1956), una nau que apareix com un plat volador.
- Fireball XL5 de la sèrie de televisión homònima (1962).
- Galasphere 347 a la sèrie de televisió de marionetes Space Patrol (1963).
- TARDIS, una nau espaciotemporal, a la sèrie de televisió (posteriorment convertida en franquícia incloent obres de teatre, còmics, llibres i pel·lícules) Doctor Who (1963).
- Jupiter 2 a la sèrie de televisió Lost in Space (1965).
- USS Enterprise, diversos models de naus, a la sèrie Star Trek (1966).
- Discovery 1 a la película 2001: una odissea de l'espai (1968).
- Rama (1973) a les novel·les d'Arthur C. Clarke i Gentry Lee.
- Sanctuary (1975) la nau de Thanos, dels còmics de Marvel Comics. En aquesta editorial apareixen moltes altres altres naus, com Taa II (apareguda innominada el 1966), la USS Captain America, la nau dels Guardians de la Galàxia originals (1976)[22] del segle XXXI, Rora (1978), la nau de Star-Lord, la de Galactus, HMS Endeavor, dels Micronauts (1979), Friday (1984) d'Aelfyre Whitmane i els Power Pack o Prosh (1988), de Cable, Apocaypse i X-Factor, que havia sigut creada pels Celestials.
- Falcó Mil·lenari, la nau de Han Solo a les pel·lícules de La guerra de les galàxies (1977) i altres publicacions de la franquícia. En la mateixa també apareixen altres naus destacades com l'Estrella de la Mort, els caces TIE fighter i X-wing, la nau de Boba Fett, Slave I, la de Hera Syndulla Ghost, vista a la sèrie Star Wars Rebels (2014) o la Carrion Spike, la nau personal de Wilhuff Tarkin apareguda per primer cop a la novel·la "Tarkin" (2014).
- Battlestar ("estrella de batalla") de la sèrie de televisió i posterior franquícia Battlestar Galactica (1978).
- Liberator, a la pel·lícula Blake's 7 (1978).
- Nostromo, a la pel·lícula Alien (1979).
- El nan roig, la nau de la sèrie homònima (1988).
- White Star, a la sèrie de televisió Babylon 5 (1993).
- Prometheus, a la sèrie de televisió Stargate SG-1 (1997).
- Moya, una altra nau espacil tripulada a la sèrie australiana Farscape (1999).
- La nau de l'empresa de missatgeria Planet Express de la sèrie de televisió Futurama (1999).
- LEXX, una nau espacial tripulada a la sèrie homònima (2000).
- UNSC Pillar of Autumn a la primera entrega de la sèrie de videojocs de Halo (2001).
- Prometheus de la película Prometheus (2012).